# Antijudaismus

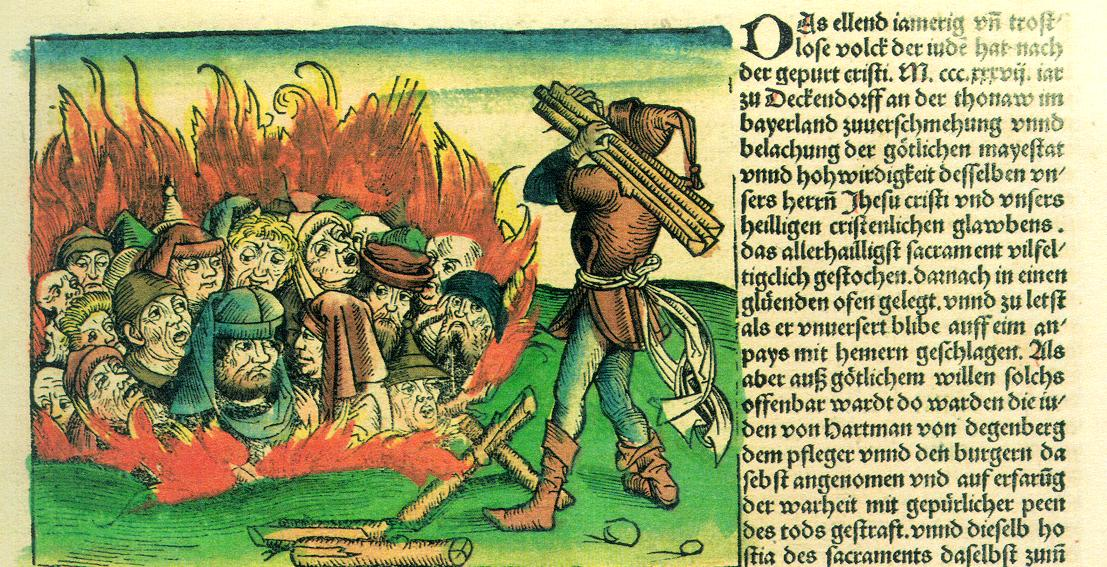
Aus der Schedelschen Weltchronik von 1493: Bericht über Pogrom gegen die Juden in Deggendorf 1338

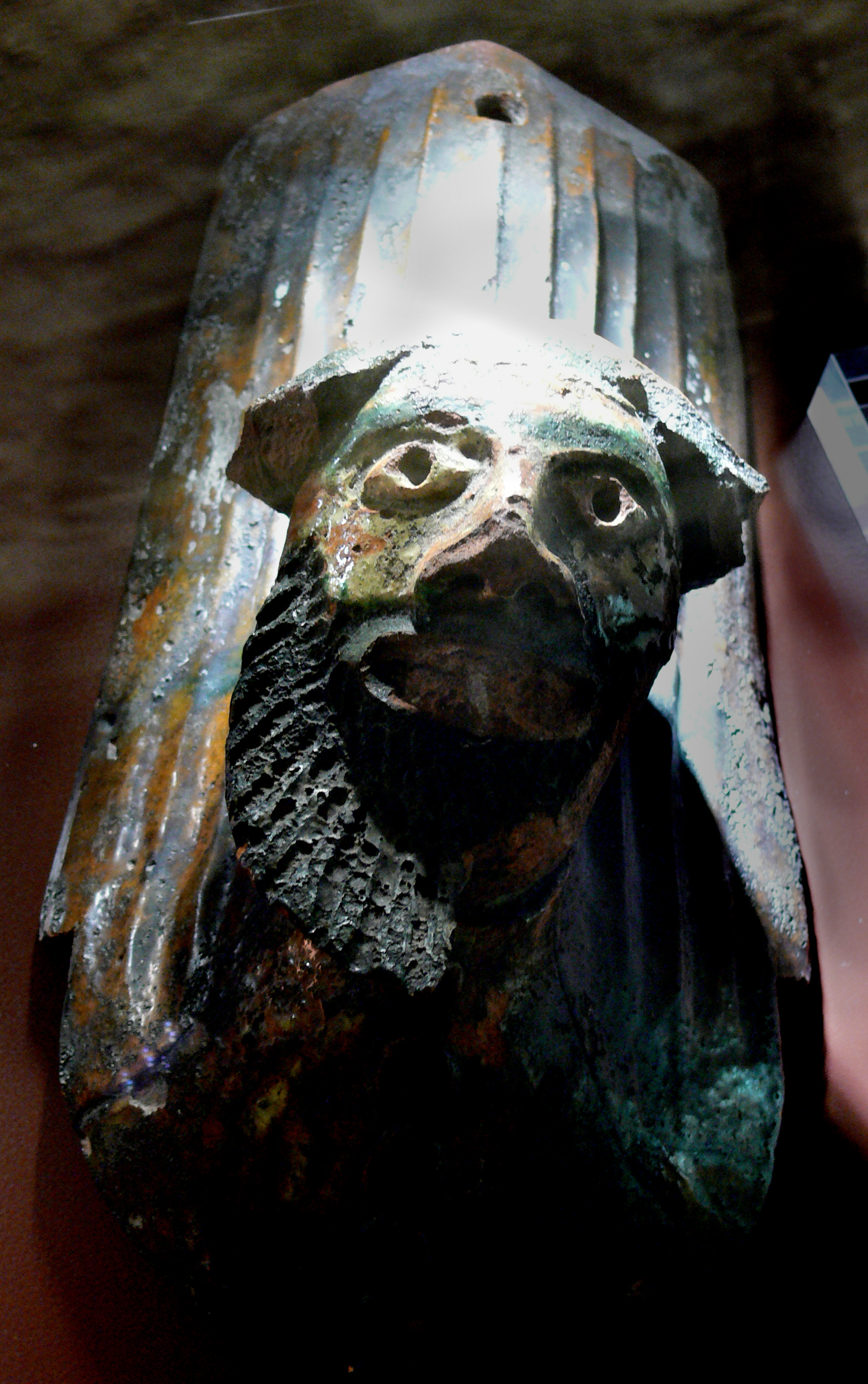
Schmähziegel gegen Juden (Ravensburg, aus dem 15. Jh.). Bis um 1430 befanden sich westlich davon die Synagoge und Wohngebäude der jüdischen Bevölkerung in der Judengasse.

Als Antijudaismus (von altgriechisch ἀντί- anti- „gegen“ und Ιουδαίοι Iudaioi „Juden“) wird die Judenfeindschaft aus religiösen Motiven bezeichnet. Meist umfasst der Begriff die Gesamtheit antijüdischer Theorien und Verhaltensweisen im Christentum. Bei einer weiteren Definition umfasst er auch vorchristliche, örtlich und zeitlich begrenzte antike Judenfeindschaft und Judenfeindlichkeit im Islam.
Antijudaismus durchzog die Kirchengeschichte seit ihren Anfängen. Nach Trennung des Christentums vom Judentum (70–100) begleitete er den Aufstieg zur Staatsreligion des Römischen Reiches (313–380), die Christianisierung Europas, den universalen Herrschaftsanspruch des Papsttums und die Religionspolitik vieler christlicher Landesherren. Da Juden Jesus von Nazaret nicht als den Messias und Sohn Gottes anerkennen, stellten sie das kirchliche „Wahrheitsmonopol“ schon durch ihr Dasein in Frage. Sie wurden daher seit dem 4. Jahrhundert im christlichen Europa rechtlich, sozial und ökonomisch benachteiligt, ausgegrenzt und (besonders im Hochmittelalter und in der frühen Neuzeit) oft verfolgt, vertrieben und vielfach ermordet. Dies rechtfertigten Christen wiederum als „Strafe“ oder „Fluch Gottes“ für die angebliche „Verstockung“ oder „Gotteslästerung“ der Juden.
Der Antijudaismus der Alten Kirche untermauerte großenteils überkommene judenfeindliche Stereotype, die in Ägypten verbreitet waren, mit einer Ideologie, die aus der Bibel hergeleitet, in gesamtkirchliche Lehren integriert, offiziell geschürt, europaweit verbreitet und so zu einem kulturellen Dauerzustand in der Geschichte Europas wurde. Er gilt deshalb als historische Voraussetzung des neuzeitlichen Antisemitismus. Das Verhältnis beider Formen zueinander und damit die Definition von Antisemitismus werden in der Antisemitismusforschung diskutiert.

## Antike

### Neues Testament
Das Neue Testament (NT) repräsentiert die wichtigsten Schriften des Urchristentums, die etwa zwischen 40 und 130 entstanden. Die Autoren waren fast alle Juden und verstanden sich als Angehörige des Judentums. Die NT-Texte setzen die bleibende Erwählung des Volkes Israel zum „Volk Gottes“ (Gen 12,3 ) voraus und sehen den Juden Jesus aus Nazaret als Bestätigung dafür. Zugleich behaften sie die damaligen religiösen Führer der Juden und die ausführenden Römer mit der Schuld an seiner Kreuzigung. Jesus Christus habe sein Leben zur Versöhnung Gottes mit seinem Volk und mit allen Menschen gegeben.
Paulus von Tarsus, der Begründer der Völkermission, sah Jesu stellvertretende Schuldübernahme als Erfüllung des Bundes Gottes mit dem erwählten Volk Israel. Dieser Bund sei nie gekündigt worden und der unaufgebbare Existenzgrund der Kirche. Er warnte judenfeindliche Christen in Rom, diese Wurzel zu leugnen und so ihr eigenes Heil zu verlieren (Röm 9–11 ). Sein Römerbrief (verfasst um 56) gilt daher als ältestes Zeugnis gegen christlichen Antijudaismus.
Die NT-Schriften widersprechen also einer pauschalen Ablehnung des Judentums, enthalten gleichwohl aber innerjüdische Polemik der Urchristen gegen andere damalige Juden. Später verwendeten Heidenchristen immer wieder einige dieser antijüdischen Aussagen ohne ihren Eigenkontext, um damit die Entrechtung, Unterdrückung und Verfolgung aller Juden zu rechtfertigen: etwa mit Mt 27,25  (dem „Blutfluch“ der Jerusalemer Juden), Joh 8,44  (Jesus sagt über aktuelle Gegner, sie hätten den „Teufel als Vater“) oder 1 Thess 2,14-16  (Paulus bezeichnet jüdische Gegner seiner Völkermission als „Mörder Jesu“ und „Feinde aller Menschen“). Ob der spätere gesamtkirchliche Antijudaismus im NT selbst angelegt war und zwangsläufig daraus hervorging, ist in der Forschung stark umstritten.

### Alte Kirche (2.–3. Jahrhundert)
Die Christen missionierten anfangs vor allem unter Juden und „gottesfürchtigen“ Nichtjuden, die die Tora wie sie selbst als gültigen Willen Gottes achteten. Die Theologen der Alten Kirche entwickelten ihre Lehren unter ständiger Berufung auf die Bibel und versuchten, Jesu Messianität daraus zu beweisen. Dazu deuteten sie deren Texte oft gegen den Wortlaut als Hinweise auf Jesus Christus. Folglich grenzten Juden und Christen ihre Bibelauslegung gegeneinander ab; beide Seiten polemisierten heftig gegeneinander. Entgegen manchen NT-Versen, die das nahelegen, beteiligten sich Juden jedoch nicht an den Christenverfolgungen im Römischen Reich.
Die Zerstörung des Jerusalemer Tempels durch die Römer (70) beschleunigte den Trennungsprozess: Um 100 schlossen die Pharisäer als nunmehr führende jüdische Gruppe unter anderen die Christen als häretische Sekte aus dem Judentum aus und kanonisierten den Tanach. Ihre griechische Bibelübersetzung (Septuaginta) überließen sie den Christen, die sie später ihrerseits als Altes Testament kanonisierten. Mit dem Verlust der religiösen Teilautonomie und des Siedlungsrechts der Juden in Israel (130) war die Trennung vom Christentum vollendet. Dieses bestand nun mehrheitlich aus Nichtjuden. Für die Mission unter Nichtjuden übernahmen die Kirchentheologen nun auch die überlieferten ägyptisch-römischen Klischees über Juden und untermauerten sie mit ihrer Bibelauslegung.
Als frühe Dokumente des kirchlichen Antijudaismus gelten der Barnabasbrief (um 100), der Brief an Diognet (nach 120) und der Dialog mit dem Juden Tryphon (155–160). Sie enthalten erstmals jene Thesen, die später offizielle Kirchenlehren wurden:
- Gott habe sein zuerst erwähltes Volk verworfen und seine biblischen Verheißungen auf die Kirche übertragen; diese sei nun das „wahre Israel“ (Ersatztheologie).
- Die Bibel gehöre der Kirche und beweise die Wahrheit ihrer Botschaft wie auch den Irrtum des Judentums.
- Die jüdische Tora sei durch Gottes „neuen Bund“ überholt und nur noch in allegorischer Deutung gültig.
- Die Juden seien Gott immer ungehorsam gewesen, so dass alle Schelt- und Fluchreden der Bibel für sie gälten, während alle Verheißungen und Segenszusagen den Christen gälten.[10]

Infolge der Ersatz- oder Substitutionstheologie wurde den „von Gott verworfenen“ Juden auch ein Wohlergehen auf der Erde und ein Platz in der vom Christentum dominierten Gesellschaft abgesprochen und verwehrt. Ihre vermeintliche himmlische Ausgrenzung sollte auch eine irdische Entsprechung haben.
Ausgangspunkt der antijudaistischen Lehren war der in einigen NT-Stellen angelegte Pauschalvorwurf, „die Juden“ hätten Jesus als ihren Messias abgelehnt und seinen Tod böswillig herbeigeführt. Diese Schuld sei unaufhebbar und wirke als „Fluch“ in allen Generationen der Juden fort. Dieser Vorwurf einer angeblichen jüdischen Kollektivschuld wurde bis 160 zur Gottesmord-Theorie gesteigert (Osterpredigt Melito von Sardes). Daraus wurde ein angeblich krimineller Charakter der Juden und ihre angebliche Mordlust an Christen gefolgert. Bis 300 übernahmen die meisten Kirchenväter diese Theorie und verbreiteten sie, etwa in Lasterkatalogen und Predigten zu hohen kirchlichen Feiertagen. Johannes Chrysostomos etwa predigte wenige Jahre nach dem nizänischen Konzil (325):

„Wieder schicken sich die armen Juden, die unglücklichsten aller Menschen, an zu fasten, und wieder ist es nötig, die Herde Christi zu sichern [Rede 1,4]. -
Jene wissen nicht einmal im Traum etwas davon, sie, die für den Bauch leben, nach dem Gegenwärtigen gieren, nicht besser als Schweine und Böcke, was ihre Haltlosigkeit anbetrifft und ihre grenzenlose Völlerei [Rede 1,4]. -
Hör doch die Propheten, besser noch, hör Gott, wie er sie kategorisch von sich weist: Ich hasse eure Feste, ich verabscheue sie (Am 5,21a) [Rede 1,7]. -
Deswegen hasse auch ich die Juden, weil sie im Besitz des Gesetzes gegen das Gesetz freveln und so die Schwächeren zu verführen suchen [Rede 6,6].“

Solche „harten Worte“ richtete Johannes Chrysostomus jedoch auch an die Adresse von Heiden oder Christen und waren eine damals durchaus übliche Rhetorik.
Die jüdische Geschichte, besonders Tempel- und Landverlust, Zerstreuung, Verfolgung und Diaspora, wurde als Strafe Gottes für die Kreuzigung Jesu gedeutet. Aus diesem „Geschichtsbeweis“ wurde gefolgert, das Judentum sei zum Untergang verdammt und die übrigen Juden könnten nur durch die christliche Taufe gerettet werden.
Viele frühchristliche Schriften zu verschiedenen Themen enthielten auch judenfeindliche Inhalte. Ab etwa 175 verfassten christliche Autoritäten gesonderte Schriften mit dem Titel Adversus Judaeos („Gegen die Juden“). Erhalten sind Texte dieser Art von Tertullian, Hippolyt von Rom, Cyprian (Testimonia) und anderen. Sie spiegeln nur zum Teil reale Konflikte mit Juden und dienten nicht der Judenmission, die damals weithin als zwecklos aufgegeben worden war, sondern der innerchristlichen Identitätsfindung. Sie sollten Christen angreifen, die jüdische Traditionen wahrten, Christen für kommende Dispute mit Juden wappnen oder Nichtchristen vor befürchteten jüdischen Einflüssen warnen. Sie wurden zu einer von den Zeitumständen weitgehend unabhängigen Literaturgattung, die die antijudaistische Lesart des Alten Testaments für Jahrhunderte festlegte.
Eusebius von Caesarea, der erste Kirchenhistoriker, führte die Fluchtheorie zu einer Geschichtstheologie aus, indem er behauptete, alle negativen Figuren der Bibel seien Juden, alle positiven dagegen „Hebräer“ gewesen. Letztere hätten den wahren Glauben gegen die Juden bewahrt und den Christen überliefert, die ihre von Beginn an erwählten Nachfahren seien. So sprach er den Juden alle biblischen Zusagen und Bundesschlüsse Gottes ab, kennzeichnete sie durchgehend als Feinde Gottes und stellte sie den Christen als eigene ethnische Gruppe gegenüber.

### Spätantike
Die Konstantinische Wende (313) beendete die staatlichen Christenverfolgungen im Römischen Reich. Die Kirche hatte bis dahin bereits das monarchische Episkopat (Bischofsamt), eine in fünf Patriarchate und Parochien gegliederte zentralistische Verwaltungsstruktur und die Idee des Papsttums entwickelt. Kaiser Konstantin I. privilegierte das Christentum rechtlich, etwa mit Einführung der allgemeinen Sonntagsfeier (321), gegenüber dem bisherigen römischen Staatskult, dem Heidentum und dem Judentum. 315 verbot er den Übertritt zum Judentum mit Androhung der Todesstrafe und verbot schließlich Juden die Mission, Kauf und Beschneidung christlicher Sklaven. Gleichwohl behielt das Judentum seinen Status als erlaubte Religion (religio licita).
Kaiser Julian (361–363) ergriff letztmals staatliche Maßnahmen gegen die Kirche. Sie fanden den Beifall vieler Juden, der die Judenfeindlichkeit der Christen verstärkte. Als Theodosius I. das Christentum 380 zur Staatsreligion des Römischen Reiches erhob, war das Fundament für den mittelalterlichen Antijudaismus gelegt. Das Christentum verbreitete sich bis 400 im ganzen römischen Reich. Jüdische Gemeinden gab es überall, seit 321 nachweisbar auch auf später deutschem Boden in Köln. Juden galten der Kirche wie „Heiden“ als „Ungläubige“, aber noch nicht als „Ketzer“. Sie durften nicht mehr missionieren, sondern wurden abgesondert und waren ständig gefährdet.
Seit 380 kam es zu vereinzelten Stürmen auf heidnische Tempel und jüdische Synagogen. Diese gingen meist von Bischöfen, Priestern und Mönchen aus, wurden von den kaiserlichen Beamten aber in der Regel geduldet, vom Volk getragen und ausgeführt. 388 verbrannte eine vom dortigen Bischof aufgehetzte Gruppe Christen die Synagoge von Callinicum in Kleinasien. Dies reagierte eventuell auf Christenverfolgungen im Sassanidenreich, an der teils auch Juden beteiligt waren. Bischof Ambrosius von Mailand verhinderte den Wiederaufbau der Synagoge, indem er Theodosius die Sakramente verweigerte. Es sei nicht recht, das Geld von Christen für den Bau von Tempeln für Ungläubige zu verwenden und die Juden derart zu „begünstigen“. Darauf zog der Kaiser sein Vorhaben zurück. 410 zog eine Mönchstruppe unter Barsauma von Samosata durch Palästina, zerstörte dort Synagogen und richtete ein Blutbad unter Jerusalems Juden an. Bischof Kyrill von Alexandria hetzte – wie 300 Jahre vor ihm die hellenisierten Ägypter – zur Zerstörung der Synode von Alexandria, Vertreibung der Juden und Plünderung ihres Besitzes. 418 auf Menorca brannte ein Mob die Synagoge nieder und zwang alle dortigen Juden zur Taufe. Erneut war ein Bischof, Severus von Menorca, führend beteiligt.
Unter dem Druck der Kirche entzogen die spätantiken Kaiser den Juden immer mehr frühere Rechte. Theodosius II. verbot den Bau neuer Synagogen und setzte 415 den letzten jüdischen Patriarchen, Gamaliel VI., wegen Verstoßes dagegen ab. Das beendete 429 das jüdische Patriarchat in Palästina. Der Kaiser legalisierte 438 die Umwandlung alter Synagogen in Kirchen. Die kirchlichen Konzile vom 4. bis 7. Jahrhundert erließen zahlreiche Edikte, die den Kontakt mit Juden und deren Einfluss unterbanden. Jeder Bürger konnte Juden durch Anzeige gerichtlich verfolgen lassen. Mission, Erwerb und Besitz christlicher Sklaven und Bekleidung öffentlicher Ämter wurden ihnen wiederholt verboten, Mischehen wurden diskriminiert, das Vermögen musste vorrangig getauften Kindern vererbt werden. So sollte das Judentum im Zustand der unterworfenen, gottfeindlichen, schwindenden Minderheit bleiben. Die entsprechende Kaisererlasse von 315 bis 429 wurden im Codex Theodosianus, danach im Codex Iustinianus gesammelt und wurden so zum Vorbild mittelalterlicher Judenpolitik.
Augustinus von Hippo (354–430) rechtfertigte diese Maßnahmen mit seinem Tractatus adversus Judaeos. Auf den jüdischen Vorwurf, die Kirche beanspruche zwar das Alte Testament, missachte aber die darin enthaltenen Gebote, antwortete er: „Wir beachten also die Sakramente nicht, die dort vorgeschrieben sind, weil wir verstehen, was dort vorhergesagt ist [von Christus], und weil wir besitzen, was dort versprochen ist. […] Wie nämlich sollten sie dies sehen, über die vorhergesagt ist: ‚Ihre Augen mögen verdunkelt werden, damit sie nicht sehen‘, und wie sollten sie aufrecht sein und ihr Herz erheben, über die vorhergesagt ist: ‚Und ihr Rücken sei stets gebeugt‘ (Ps 69, 24).“ Hier taucht die Blindheit der Synagoge auf, die als Gegenbild zur triumphierenden Ecclesia zum feststehenden Motiv des Mittelalters wurde.
Über den jüdischen Erwählungsglauben sagte Augustin: „Ihr gehört also zu jenem Volk, das der Gott der Götter berufen hat von Sonnenaufgang bis Sonnenuntergang. Seid ihr nicht aus Ägypten ins Land Kanaan geführt worden? Aber ihr seid […] von dort zerstreut, nach Sonnenaufgang und Sonnenuntergang. Gehört ihr nicht eher zu den Feinden dessen, der im Psalm spricht: ‚Mein Gott hat mir an meinen Feinden bewiesen: Töte sie nicht, damit sie nicht dein Gesetz vergessen; zerstreue sie in deiner Macht‘ (Ps 59,11f)?“ Hier sollte die Tatsache der Zerstreuung der Juden also den Verlust ihrer göttlichen Erwählung und Lebensverheißung beweisen. In dieser Rolle hielt die Kirche das Judentum fortan als Demonstrationsobjekt ihrer Überlegenheit fest.
Dass das Judentum dennoch weiter existierte, erklärte Augustinus in De Civitate Dei (420) so: „Die Juden sind Zeugen ihrer Bosheit und unserer Wahrheit.“ Erst bei der Parusie Jesu Christi würden sie sich bekehren; bis dahin seien sie für Gottes Heilsplan notwendig. Sie dienten unfreiwillig dessen Durchsetzung, indem sie mit ihrer Bibel die Weissagungen auf Christus verbreiteten und so der christlichen Völkermission den Weg ebneten. Darum müssten christliche Herrscher sie schützen. Diese Haltung bestimmte den Umgang mit jüdischen Minderheiten unter christlicher Herrschaft: Die Juden wurden in untergeordneter Stellung gehalten, um an ihnen die Überlegenheit des Christentums demonstrieren zu können.
Die irrtümlich Augustin zugeschriebene Disputation Altercatio Ecclesiae et Synagogae (um 450) lässt die allegorische Figur der Kirche zur Synagoge sagen: „Du kannst Dich nicht ändern, immer verneinst Du und streitest in Falschheit darüber, was falsch ist. Gewiss habe ich zuvor gesagt, dass Du regiert hast, als das Volk Israel ein großes Reich besaß. […] Schau auf die Feldzeichen der Legionen, und Du findest den Namen des Erlösers: Siehe, die Bekenner Christi sind die Herrscher, und erkenne, dass Du von der Regierung ausgeschlossen bist, und gestehe, dass Du uns – gemäß dem Versprechen des Testaments – dienst; Du zahlst mir Tribut, hast keinen Zugang zur Regierung, kannst keine Präfektur innehaben; ein Jude kann nicht Comes sein, der Eintritt in den Senat ist Dir untersagt; Du wirst nicht in den Militärdienst aufgenommen, zur Tafel der Reichen bist Du nicht zugelassen, Du hast den Ritterstand verloren, alles ist Dir verboten. Selbst zum Essen, womit Du Dein Leben fristen kannst, erhältst Du nicht das Nötige. […] Lies, was der Rebekka gesagt wurde, als sie die Zwillinge gebar: ‚Zwei Stämme sind in meinem Schoß und zwei Völker werden sich scheiden aus Deinem Leibe, und ein Volk wird dem Anderen überlegen sein, und der Ältere wird dem Jüngeren dienen‘ (Gen 25,23).“
So eignete sich die Kirche die Israel zugesagten biblischen Verheißungen an, um ihre Macht zu legitimieren. Diese triumphale Selbstbestätigung und Erniedrigung des Judentums wurde dann in den mittelalterlichen Schauspielen jedes Jahr aufs Neue dem Volk vorgeführt. Erst als das Weströmische Reich 476 endgültig zusammenbrach, wurde die Entrechtung der Juden vorübergehend von einer nationalen und religiösen Pluralität abgelöst.
In Ostrom schränkten die Judengesetze des Kaisers Justinian I. 534 die Rechte der jüdischen Minderheit noch mehr ein. Doch Justinian erließ auch verschiedene Schutzvorschriften für Juden wie die Gewährleistung der Sabbatruhe und der jüdischen Feiertage sowie Bestimmungen hinsichtlich innerjüdischer Zivilprozesse. Seit der persischen Invasion zu Beginn des 7. Jahrhunderts ordnete Kaiser Herakleios jedoch teils Zwangstaufen an. Dieses Vorgehen war wohl mit dem Verhalten der Juden begründet, die die einfallenden Sassaniden teils aktiv unterstützt hatten. Dabei war es auch zu Gräueltaten an Christen gekommen. In der neueren Forschung wird allerdings darauf hingewiesen, dass die konkrete Umsetzung im gesamten Reich sehr fraglich ist und der Hintergrund der Maßnahme wohl eschatologischer Natur war; man hoffte so, den Staat in einer Zeit religiöser Unruhe zu stabilisieren. Letztlich scheiterte die kaiserliche Strategie wohl auch deswegen, weil das Zusammenleben der verschiedenen religiösen Gruppen stärker von pragmatischen Bedürfnissen geprägt war und so die konkrete Umsetzung vor Ort oft ausblieb.
In späterer Zeit wanderten auch zahlreiche Juden in das Byzantinische Reich ein; vor allem in der Zeit der Palaiologen kam es dort zu einem lebhaften Aufschwung der jüdischen Gemeinden.

### Iberische Halbinsel
Viele Goten wurden während der Völkerwanderung Christen und wandten sich im 4. Jahrhundert dem Arianismus zu, auch nachdem die Konzile von Nicäa (325) und Konstantinopel (381) diesen als Häresie verurteilt hatten. Der Ostgotenkönig Theoderich der Große führte den Arianismus 493 in Italien für seine Heere und Beamten ein, zwang ihn aber Römern und Katholiken nicht auf.
Diese relative Toleranz kam auch dem Judentum zugute. Die Westgoten ließen der katholischen Mehrheit und jüdischen Minderheit der Iberischen Halbinsel ihren Glauben. Aber schon 305 hatte die Synode von Elvira erste antijüdische Gesetze erlassen: Christinnen wurde es verboten, Juden zu heiraten, wenn diese nicht vorher konvertierten. Juden wurde verboten, Christen Gastfreundschaft zu gewähren, christliche Konkubinen zu haben und die Felder von Christen zu segnen.
587 trat König Rekkared I. zum Katholizismus über. Dies stieß bei Arianern und Juden auf Widerstand. Daraufhin verordnete 589 ein Konzil von Toledo, damals Hauptstadt des Westgotenreichs, Kinder aus Beziehungen von Juden und Christen zwangszutaufen. Ab 613 bis 620 verordnete König Sisebut weitere Zwangstaufen, nun auch von Erwachsenen. Die Kirchenkonzile bestätigten die darauf folgenden Sondergesetze gegen die zwangsbekehrten Juden: Die Archive des Klerus, nicht des Staates, verwalteten die abverlangten „Treueschwüre“ der Neugetauften. Ihnen wurde das Reisen und Ansiedeln stark erschwert, indem sie sich in jedem Ort neu die Weiterreise erlauben lassen mussten. Ein Spitzelsystem überwachte jeden ihrer Schritte, so dass ihre Lage schlimmer war als die der nichtgetauften Juden zuvor.
Trotzdem beeinflussten die getauften „Neuchristen“, die in den Dokumenten der Kirche stets weiter „Juden“ genannt wurden, die „Altchristen“ mehr als umgekehrt. Daraufhin verfasste Isidor von Sevilla zwei polemische Schriften für die christliche Unterweisung der Zwangsbekehrten. Sie argumentieren mit Stellen aus dem Buch der Psalmen, die auf die Menschwerdung Christi verweisen sollten. Kurz darauf verfasste auch Ildefons von Toledo einen Traktat De Virginitate beatae Mariae, der die Jungfrauengeburt Jesu gegen von Juden eingebrachte Zweifel daran verteidigte.
Aufgrund brutaler Übergriffe Egicas auf die verbliebenen Gemeinden nahmen einige der „bekehrten“ Juden Kontakte zu jüdischen Gemeinden in Nordafrika auf, um Fluchtmöglichkeiten zu erkunden. Dies stellte der König 694 zur Eröffnung des Konzils in Toledo als versuchte staatsfeindliche Verschwörung mit Muslimen dar, die seit 672 begonnen hatten, südspanische Küstenstädte zu überfallen. Er drängte darauf, alle spanischen Juden, ob Greis, Frau oder Kind, ohne individuelle Prüfung der Vorwürfe unbefristet zu verurteilen:
- zur Enteignung,
- Verbannung aus ihren Wohnsitzen,
- Vogelfreiheit,
- beliebigem Sklavendienst bei christlichen Grundherren,
- vollständigem Verbot ihrer Religionsausübung,
- Wegnahme ihrer Kinder ab dem 7. Lebensjahr,
- Zwangsheirat der Mädchen und Frauen mit Christen.

Er nahm nur die gallische Provinz Septimanien aus, wo sie als Steuerzahler unentbehrlich waren. Dieser Versuch, das Judentum als Religion völlig auszulöschen, wurde erneut mit ihrer „Verstockung“, „Gotteslästerung“ und dem „Vergießen von Christi Blut“ begründet. Erst die islamischen Eroberer setzten diesem Vorgehen 713 ein Ende.

## Mittelalter

### Karolinger
In der Karolingerzeit waren Juden relativ geschützt und geachtet. Doch die christliche Ständegesellschaft schloss sie seit dem späten 10. Jahrhundert von allen „ehrenwerten“ Berufen aus und verhinderte ihre soziale Integration durch rechtliche Schranken. Ihre stets bedrohte Randexistenz prägte die mittelalterliche Gesellschaft.
Im Frühmittelalter war der größte Teil Westeuropas katholisch christianisiert. In dieser Zeit kam es kaum zu Übergriffen auf Juden. Doch die Tradition der Kirchenväter, Schriften adversus Judaeos (gegen die Juden) zu verfassen, wurde von den christlichen Theologen fortgesetzt. Sie verbreiteten die Ansicht, die Juden hielten sich für auserwählt und seien zudem die Mörder Christi. So impften sie den neuen Gläubigen das tiefe Misstrauen gegen sie ein.
Im Frankenreich fanden Juden eine sichere Zuflucht. Karl der Große (747–814) gewährte ihnen kirchlichen Schutz und räumte ihnen als Händlern besondere Privilegien ein. Daraufhin wurden einige Juden sehr reich. Im Volk entstand der Eindruck, es ginge allen Juden besser als ihnen. Manche konvertierten deshalb zum Judentum. Ludwig der Fromme (778–840) stellte die Juden dann erneut unter seinen Schutz. Doch bald mussten sie sich diesen erkaufen, beispielsweise durch eine Sondersteuer oder so genannte Judenbriefe.
Im 9. Jahrhundert entwickelte sich allmählich das feudalistische Lehnswesen (wenngleich die zeitliche Entwicklung des Lehnswesen in der neueren Forschung wieder umstritten ist). Grundbesitz war in Europas mittelalterlichen Agrarstaaten die wichtigste Voraussetzung für politische Teilhabe. Nichtchristen durften unter den Karolingern keine Lehnsmänner werden. Juden wurde es untersagt, Grundbesitz zu erwerben, so dass sie sich in Städten niederlassen mussten. Sie blieben ohne politischen Einfluss und konnten nicht zum Adel aufsteigen, weder von Geburt noch durch Verdienste wie das spätere Rittertum.

### Ständewesen
Ab dem 10. Jahrhundert organisierten sich die Handwerker der Städte in Zünften, die zugleich christliche Bruderschaften waren. Sie verweigerten Juden die Mitgliedschaft und verdrängten sie so aus den meisten Berufen. Die Juden mussten sich auf von Christen geächtete Berufe wie Trödelhandel, Pfandleihe oder Kreditvergabe spezialisieren. Dabei war ihnen maßvolle Zinsnahme erlaubt. Da aber die wenigsten Kleingewerbe ohne Geldkredite auskamen, wurden Juden, besonders in ökonomischen Krisen, als „Wucherer“ betrachtet und beschimpft. Daraus entwickelte sich das Stereotyp des „Geldjuden“, der angeblich reich, habgierig und  betrügerisch war. Dies hatte mit der ökonomischen Wirklichkeit der mittelalterlichen Juden indes wenig zu tun, da die allermeisten von ihnen arm waren. Das Stereotyp entspringt also nicht dem tatsächlichen Handeln der Juden, sondern den Vorstellungen, die sich Christen davon machten.

### Kiewer Rus
Die Geschichte des Aufstiegs und der Christianisierung der Kiewer Rus ist eng mit der Zerschlagung des Chasarenreichs verbunden, eines Khaghanats zwischen Schwarzem und Kaspischem Meer. Dieses Reich hatte zwischen dem 8. und 9. Jahrhundert die jüdische Religion als Staatsreligion eingeführt.
956 oder 957 zerstörte Swjatoslaw I. die Reichshauptstadt Itil an der Wolga und besiegelte damit den Untergang des Chasarenreichs. In der Tauflegende um Großfürst Wladimir I. von Kiew spielen die Chasaren noch einmal eine Rolle: Nach der Nestorchronik habe Wladimir Vertreter der vier großen Religionen empfangen, um selbst zu entscheiden, welcher Religion sich die Rus anschließen sollten. Das Judentum vertreten in dieser Legende Gesandte der Chasaren. Die Juden werden in der Legende als das zerstreute Volk dargestellt, das den Zorn Gottes auf sich gezogen habe und deshalb aus seiner Heimat vertrieben wurde, was ihre Religion aus der Sicht des Kiewer Fürsten gänzlich unattraktiv erscheinen lässt.
Von Konstantinopel, dessen Religion sie annahmen, übernahmen die Kiewer Großfürsten auch den byzantinischen Antijudaismus.
Ob nach der Zerschlagung des Chasarenreichs größere Gemeinschaften von Chasaren im Kiewer Herrschaftsgebiet existierten, ist in der historischen Forschung umstritten.
Unter Großfürst Wladimir Monomach kam es um 1113 zu einem ersten Pogrom an Juden in Kiew. Geduldet blieben nur die kleinen, relativ wohlhabenden Gemeinden der Karäer.

### Kreuzzüge
Mit Beginn des 11. Jahrhunderts wurden Juden immer öfter nicht nur als Feinde des wahren Glaubens, sondern auch als innenpolitische Verbündete äußerer Feinde des Heiligen Römischen Reiches dargestellt. Das bedrohte ihre bisherige relative Duldung schwer.
1007 eroberte Kalif Hakim Jerusalem, zerstörte dort die Grabeskirche und viele weitere Kirchen im „Heiligen Land“. Obwohl er ebenso gegen Synagogen vorging, hieß es in Frankreich: Dieses „ungeheure Verbrechen“ sei durch die „Bosheit der Juden“ bewirkt worden (Rodulfus Glaber). So wurden diese nun landesweit aus Städten und Dörfern verbannt, in Flüssen ertränkt oder enthauptet. Viele töteten sich selbst, die übrigen ließen sich taufen. Papst Johannes XVIII. sandte vergeblich einen Legaten, um die Verfolgung zu beenden. Der Bevölkerung galt diese dennoch als von „Gott“ befohlenes Werk. Dies war ein deutliches Signal für die spätere Kreuzzugspropaganda.
Nach dem 1. Investiturstreit (1075–1085) hatte der neue Papst Urban II. an Macht gewonnen. Er sah sich nun als dem König- und Kaisertum übergeordnet und zur Weltherrschaft berufen. Als die türkischen Seldschuken Kleinasien eroberten und Byzanz bedrängten, nutzte er sein Amt am 27. November 1095 erstmals zu einem politischen Aufruf an alle Europäer.
Der Erste Kreuzzug sollte Jerusalem von den „Heiden“ – den islamischen Herrschern – befreien. Das Bauernheer von 1096 wie auch das Ritterheer von 1097 sahen sich legitimiert, gegen alle Nichtkatholiken, vor allem gegen Juden – nach Guibert von Nogent die „übelsten Feinde Gottes“ –, vorzugehen und damit im eigenen Land zu beginnen. So berichtet der jüdische Chronist Salomo bar Simeon über den Herzog Gottfried von Bouillon:

„Er tat den bösen Schwur, nicht anders seinen Weg zu ziehen, als indem er das Blut seines Erlösers an dem Blute Israels rächen und von jedem, der den Namen Jude trägt, weder Rest noch Flüchtling übrig lassen werde…“

Daraufhin baten die Juden Deutschlands Kaiser Heinrich IV. um Hilfe. Dieser wies Bouillon an, sie ungeschoren zu lassen, erlegte ihnen dafür aber eine hohe Geldzahlung an ihn auf. Auch Peter von Amiens erpresste von ihnen Geld und Wegzehrung für sein Heer. Das Gefolge von Emicho von Leiningen ließ sich dadurch nicht von Raub, Plünderung und Massenmord abhalten, da dies für einfache Bauern weit mehr Aussicht auf Reichtum bot. Verschuldete Adlige ergriffen die Gelegenheit, ihre verhassten Gläubiger und jüdischen Geldverleiher zu beseitigen.
So zerstörten die Kreuzfahrer planmäßig viele der bislang blühenden jüdischen Gemeinden entlang der Reiseroute. Man ermordete die seit Generationen dort Ansässigen ohne Rücksicht auf Alter oder Geschlecht und hetzte die Fliehenden solange, bis auch sie getötet waren. Verschont wurden nur Juden, die sich rechtzeitig taufen ließen. Betroffen waren 1096 in Ostfrankreich u. a. Metz und Rouen, im Rheinland Speyer (3. Mai), Worms (5.–18. Mai), Mainz (27. Mai), Trier, Köln (1.–29. Juni), Neuss und Wevelinghoven (24.–25. Juni), Altenahr (25.–26. Juni), Xanten (27. Juni), Moers (29. Juni), Prag in Böhmen. Erst in Ungarn trafen die Kreuzfahrer auf Widerstand und wurden an der Grenze von einem katholischen Heer vernichtend geschlagen. Die übrigen Heere erreichten zuletzt das „Heilige Land“, wo sie in Jerusalem eins der grausamsten Massaker jenes Jahres anrichteten. Sie gingen in die jüdischen Annalen als Gezerot Tatnu ein. Noch heute wird in der jüdischen Liturgie der Opfer gedacht.
Einige Kirchenführer versuchten das Morden aufzuhalten. Der Kölner Erzbischof verteilte Kölns Juden auf umliegende Dörfer und Städte, wo sie noch drei Wochen überlebten, bis man sie aufgespürt hatte. Dabei halfen oft ortsansässige Denunzianten. Nur eine Gruppe in Kerpen entging dem Tod. In vielen Fällen beging die versammelte Judengemeinde kollektiven Selbstmord, sobald ihr Versteck gefunden war.
Deshalb stellte Heinrich IV. im Reichslandfrieden von 1103 die Juden unter seinen Schutz. Doch ein solches Dekret war nur begrenzt wirksam. Es verbot den Schutzbedürftigen das Tragen von Waffen. Menschen ohne Waffenrecht waren jedoch im mittelalterlichen Europa praktisch vogelfrei.
Die folgenden Päpste hielten sich nun zurück: Im Decretum Gratiani von 1140 befassten sich nur wenige Canones mit den Juden. Als der Mönch Rudolph im Rheinland 1146 im Vorfeld des Zweiten Kreuzzugs erneut zu Judenpogromen hetzte, erließ Papst Eugen III. die Bulle Sicut Judaeis zu ihrem Schutz. Diese verbot Zwangstaufen, Übergriffe ohne Rechtsverfahren und erpresste Dienstleistungen, erlaubte ungestörte jüdische Feste, gebot den Schutz jüdischer Friedhöfe und drohte denen, die diese Regeln verletzten, die Exkommunikation an.
Zugleich verlangte der angesehene Theologe Petrus Venerabilis von Cluny vom fränkischen König Ludwig VII., die Juden leben zu lassen, aber vollständig zu enteignen, um mit ihrem Besitz die Kreuzfahrer zu verpflegen und auszurüsten, denn sie seien weit schlimmere Feinde Gottes als die „Sarazenen“ (Muslime). Dennoch sollten sie „zu einem Leben schlimmer als der Tod bewahrt bleiben“. Dagegen bezog Bernhard von Clairvaux öffentlich Stellung, indem er Psalm 59,11f.  zitierte: „Töte sie nicht, damit meine Völker niemals vergessen.“ Juden seien in der Welt zerstreut als lebendige Zeichen für das Leiden Jesu, um die Völker auf kommende Erlösung hinzuweisen. Dann würden nach Röm 11,25f auch die Juden errettet werden. Dazu müssten sie verschont werden. Sie sollten nur auf Zinsen für ihre Kredite verzichten. Wo man sie töte, könnte es den Kreuzfahrern ähnlich ergehen wie denen in Ungarn. Damit konnte Bernhard ähnlich organisierte Gemetzel wie 1096 verhindern. Das 3. Laterankonzil von 1179 lockerte nach dem Zweiten Kreuzzug sogar manche der früheren antijüdischen Gesetze.
In England war die Lage der kleinen jüdischen Minderheit seit ihrer Ansiedlung 1066 besser als auf dem europäischen Festland. Sie wurden als belebender Wirtschaftsfaktor begrüßt. Der Prior der Westminster Abbey, Gilbertus Crispinus, gewährte einem jüdischen Gelehrten sogar die Ehre einer offenen religiösen Diskussion. Dabei ging es um die allegorische oder wörtliche Auslegung des Alten Testaments. Der jüdische Vertreter schlug vor, Christen könnten sich auch bei übertragener Deutung an den Wortlaut halten, damit die Tora erfüllt und zum Segen für beiderseitiges Wohlergehen würde. Dies war ein seltenes Beispiel eines toleranten Gedankenaustauschs.
Doch im Vorfeld des Dritten Kreuzzugs kam es auch in England erstmals zu Ritualmord-Vorwürfen (siehe unten) und grausamen Judenpogromen. Als König Richard Löwenherz 1189 seine Teilnahme bekannt gab, griffen religiös fanatisierte Massen fast alle jüdischen Gemeinden in England an, um sie zu berauben. Am schwersten traf es die Stadt York, deren Juden – auch die, die zur Taufe bereit waren – völlig ausgerottet wurden.
Philipp II. von Frankreich ließ auf „eigene Nachforschung“ eines angeblichen Ritualmords hin am 16. Februar 1181 sämtlichen Besitz aller Juden von Frankreich beschlagnahmen, um seine prekäre Finanzlage zu bessern. Im Jahr darauf vertrieb er sie aus dem ganzen Land, so dass auch ihr Grundbesitz an den Königshof fiel. Die Synagogen ließ er „reinigen“ und widmete sie dann zu Kirchen um. Mit Schenkungen solcher Gebäude band er den französischen Klerus umso fester an sich. 1198 rief er die vertriebenen Juden jedoch zurück in sein Land. Der Zisterzienser-Abt Adam von Perseigne verfasste im selben Jahr eine heftige Kritik an der Habsucht des Priesterstands:

„Weder wagt noch vermag der Teufel sich so sehr gegen Christi Majestät versündigen, noch konnte die Unwissenheit der Juden so sehr gegen ihn fehlen, wie diese unseligen Christen gegen ihn Verbrechen aufhäufen.“

Im 12. Jahrhundert wurden jüdische Kaufleute mehr und mehr aus dem internationalen Handel verdrängt. Die Juden – eine Minderheit in der mittelalterlichen Feudalgesellschaft – wurden durch immer höhere Schutzzölle und Sondersteuern belastet. So erhob beispielsweise in England Johann Ohneland von den jüdischen Gemeinden hohe Steuern, die ihm 1210 66.000 Mark einbrachten. Die Brutalität, mit der diese Steuern eingetrieben wurden, wirkte sich auch auf die Schuldner der jüdischen Geldverleiher aus. Weitere Steuern wurden den Städten aufgelastet, weitere Einnahmequellen waren die Waldrechte sowie Geldstrafen und Erpressungen bis zur Folter.
In dieser Zeit begann die jüdische Abwanderung nach Osteuropa.

### Ghettoisierung

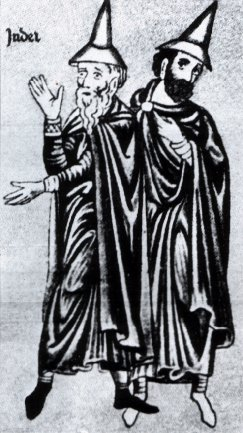
Juden mit den mittelalterlichen „Judenhüten“ (Abbildung aus dem 13. Jh.)

Nach der Erfahrung der Kreuzzüge erhielten die Juden 1236 von Friedrich II. den Rechtsstatus von kaiserlichen Kammerknechten. Dadurch gerieten sie in direkte Abhängigkeit vom Kaiser. Dieser ließ sich ihren Schutz mit einer „Judensteuer“ bezahlen. Dieses „Judenregal“ wurde nach dem Zusammenbruch der kaiserlichen Zentralgewalt im Interregnum von vielen deutschen Territorialfürsten beansprucht. Die Goldene Bulle von 1356 bestätigte den Kurfürsten das Recht dazu. Oft war die Schutzsteuer so hoch, dass sie die jüdischen Geldverleiher zwang, hohe Zinsen zu verlangen. Das erzeugte neue Vorurteile und verstärkte den Hass auf die „Wucherer“ in der christlichen Bevölkerung, die selber damals dem Zinsverbot unterlag.
Auch die Päpste sahen sich als Schutzherren der Juden und unterstellten sie ihrer „Sündenknechtschaft“. So verlangte Papst Innozenz III. vom französischen König, er solle die Juden als Strafe für ihre Schuld am Tod Christi unterdrücken, „damit diese nicht wagen, ihren Nacken, der dem Joch ewiger Knechtschaft unterworfen ist, zu erheben…sondern immer die Scham ihrer Schuld betrachten.“
Das IV. Laterankonzil (1215) verpflichtete alle Juden und „Sarazenen“ (Muslime) zu einer Kleiderordnung, um „Mischehen“ auszuschließen. Es beschloss außerdem ein Ämterverbot für Juden. Getauften Juden wurde die Beachtung jüdischer Riten vollständig verboten.
Berufsverbote für Juden waren seit 100 Jahren üblich. Auch die Einrichtung von Judenghettos lässt sich seit Beginn des 11. Jahrhunderts belegen.
Die Beschlüsse des IV. Laterankonzils wurden nicht überall und nicht einheitlich umgesetzt. Erst seit dem 15. Jahrhundert mussten Juden neben dem Spitzhut einen gelben Ring oder Kreis auf dem Mantel tragen. Besonders seit dem „Judendekret“ des Konzils von Basel (1434) – das u. a. auf der Legationsreise des Kardinals Nikolaus von Kues nach dessen Ernennung zum päpstlichen Legaten zwischen 1450 und 1452 propagiert wurde – entstanden in den meisten deutschen Städten jüdische Stadtviertel. Diese als Ghettos oder Judengassen bezeichneten Stadtviertel waren von Mauern umgeben und wurden nachts durch Tore verschlossen. Dadurch wurden die Juden bei Pogromen zu einem leicht greifbaren Ziel.

### Religiöse Kriminalisierung

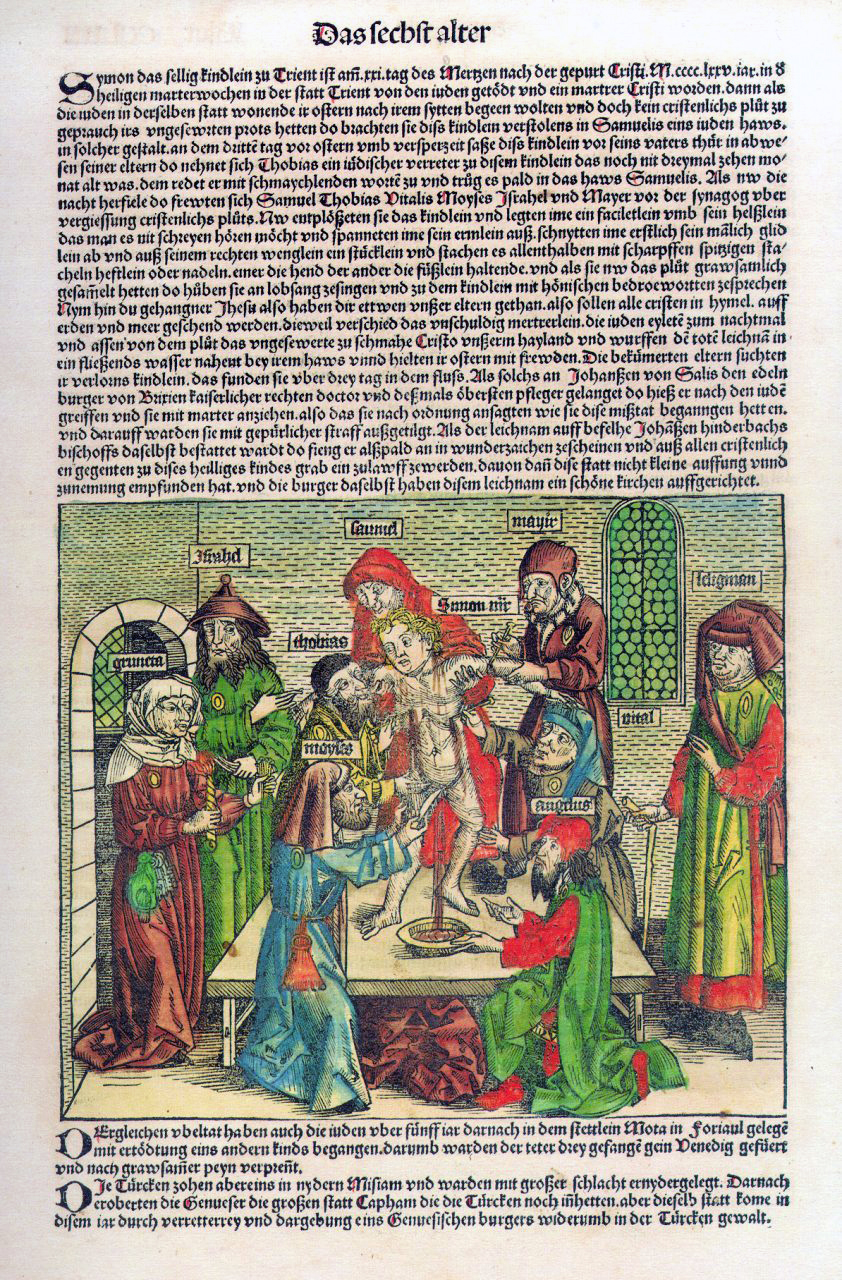
Tötung eines christlichen Kindes 1475 in Trient. Schedelsche Weltchronik von 1493

Seit Mitte des 12. Jahrhunderts beschuldigte man die Juden immer öfter einer begrenzten, stets wiederholten Auswahl „satanischer“ Verbrechen: Ritualmord (oft verbunden mit Kindesentführung), Hostienfrevel, Blasphemie, Brunnenvergiftung.
Anonyme Anklagen dieser Art führten oft zu örtlichen Pogromen, da sie nicht einzelne, sondern alle Juden betrafen. Wo die Autoritäten eingriffen, kam es zu Schauprozessen und unter Folter erzwungenen „Geständnissen“. Die Feindbilder des christlichen Volksglaubens gleichen dabei frappierend jenen, die im römischen Reich den Christen selber gegenüber laut wurden und die damalige Christenverfolgung begleiteten. Sie wurden zwar von den Päpsten meist zurückgewiesen, von weltlichen Herrschern aber teilweise für finanzielle und politische Interessen benutzt.
- „Ritualmordlegenden“:

Ritualmordlegenden behaupteten, dass Juden christliche Kinder schlachten, deren Blut in ihr Passahbrot (Matzen) einbacken und damit Unheil auf die Christen herabbeschwören. Ähnlich hatten Römer früher die Abendmahlsfeier der Christen als kannibalischen Akt denunziert. Der Vorwurf wurde oft während der Karwoche vor Ostern erhoben und ignorierte das jüdische Verbot des Blutgenusses ebenso wie den Sinn des Pessachfestes: Dieses erinnert an Israels Befreiung aus der Sklaverei, die die Ablösung von Menschenopfern durch Tieropfer begründet.
Ein Ritualmordvorwurf tauchte erstmals 1144 in Norwich, 1168 auch in Gloucester auf. 1171 führte eine erfundene Ritualmord-Anklage in Blois (Frankreich) erstmals zu einem förmlichen Prozess gegen 40 Juden. Man bot ihnen an, sie am Leben zu lassen, falls sie sich zu Christus bekehrten. Als sie dies trotz Folter verweigerten, wurden sie verbrannt.
1235 wurde in Fulda erstmals im deutschsprachigen Raum ein Gerücht laut, Juden hätten einen Hausbrand und den Tod von fünf Kindern verursacht: Der Mord an 32 örtlichen Juden war von einer Mordanklage gegen alle Juden des Reiches begleitet. Friedrich II. ordnete eine Untersuchung an, die mit Freispruch endete.
Nach dem Folterprozess von Valréas 1247 verbot Papst Innozenz IV. die Blutbeschuldigung und betonte – vergeblich –, dass die Tora Juden den Genuss von Blut verbiete. Auch der spätere Reformpapst Martin V. wies die Legendenbildung durch Hetzprediger in seiner Judenschutzbulle 1422 energisch zurück. Dennoch gab es Ritualmordanklagen und Schauprozesse dazu bis ins 20. Jahrhundert hinein. Die bekanntesten Fälle waren Hugo von Lincoln 1255, Werner von Oberwesel 1287 und Simon von Trient 1475. Noch 1840 wurde eine solche Anklage in der „Damaskusaffäre“ vom Vatikan gestützt.
Mit dem Ritualmord verband sich auch das Rattenfänger-Motiv der „Kindesentführung“. Der Klerus fürchtete ohnehin ständig einen vermeintlich verderblichen Einfluss jüdischen Andersseins auf die christliche Jugend. Man warf Juden vor, was Christen ihnen oft selber real zufügten: Missionare und Inquisitoren nahmen „Ketzern“ und Juden in Spanien und anderswo ihre Kinder durch Zwangstaufe oder Zwangsadoption weg, um sie ihrem „gottlosen“ Einfluss zu entziehen.
- „Hostienfrevel“:

Der Vorwurf des Hostienfrevels tauchte vermehrt auf, nachdem das 4. Laterankonzil 1215 die Transsubstantiationslehre dogmatisiert hatte. Gerüchte über „Bluthostien“ sollten ungläubige Frevler widerlegen; als dies misslang, wurde Juden Hostienraub und Marter des Leibes Christi, also die Fortsetzung des Gottesmords an der konsekrierten Hostie, unterstellt. Analog zur heidnischen Magie folterten sie die Hostie angeblich mit Messern und Nägeln. 1290 wurden Pariser Juden deshalb zum Tod verurteilt.
In Deutschland zog der fränkische Adelige Rintfleisch 1298 durch die Lande, um einen angeblichen Hostienfrevel in Röttingen anzuklagen: Dies führte zur Vernichtung von 140 jüdischen Gemeinden in Franken, Bayern und Österreich. Auch in Deggendorf wurde eine jüdische Gemeinde deswegen 1338 vollkommen ausgelöscht.
Im Osten des Sacrum Romanum Imperium kam es 1492 in Sternberg und 1510 in Berlin zu spektakulären Hostienschänderprozessen. Im Sternberger Hostienschänderprozesses wurden 27 Juden zum Feuertod verurteilt und starben vor den Toren der Stadt auf dem Scheiterhaufen. Alle in Mecklenburg ansässigen Juden mussten das Land verlassen. Nach dem Berliner Hostienschänderprozess starben 39 Juden auf dem Scheiterhaufen, zwei weitere – diese waren durch Taufe zum Christentum übergetreten – wurden enthauptet. Alle übrigen Juden wurden aus der Mark Brandenburg ausgewiesen.
- „Gotteslästerung“:

Der Vorwurf der Gotteslästerung löste im 13. Jahrhundert einen großangelegten Feldzug gegen die rabbinische Literatur aus. Der getaufte Jude Nikolaus Donin begann ihn, indem er den Talmud wegen angeblich darin enthaltener „Gotteslästerungen“ 1239 bei Papst Gregor IX. anzeigte. Dieser verlangte daraufhin von den Königen Englands, Frankreichs, Kastiliens und Portugals, alle Talmudexemplare einzuziehen und alle Kleriker, die hebräische Bücher behielten, zu exkommunizieren.
Nur König Ludwig IX. von Frankreich befolgte den Befehl am 3. März 1240, setzte aber eine öffentliche Disputation an, die erst die Vorwürfe klären sollte. Sie brachte dem Wortführer der jüdischen Seite, Rabbi Jechiel ben Josef, einen rhetorischen Sieg und hohes Ansehen. Doch das Urteil stand längst fest: Nach einem Aufschub wurden am 29. September 1242 einige 10.000 Talmudexemplare – 24 Wagen voll – in Paris öffentlich verbrannt.
Papst Innozenz IV. bekräftigte 1244: Im Talmud würden Gott, Christus und Maria gelästert, seine mündliche Überlieferung verfälsche das biblische Gesetz, das auf Christus hinweise, und erziehe die Juden dazu, sich dem Hören auf die wahre Lehre der Kirche zu verweigern. Als eine jüdische Delegation erklärte, der Talmud sei für Juden unentbehrlich, um die Bibel zu verstehen, ließ er ihn untersuchen. 40 Gutachter der Universität von Paris, darunter Albertus Magnus, verurteilten den Talmud erneut.
Dies rechtfertigte fortgesetzte Zensur-, Einzugs- und Verbrennungsaktionen späterer Päpste, französischer Könige und vor allem der dortigen Inquisition. Bernard Guis berühmtes „Ketzerhandbuch“ führte neben dem Talmud rabbinische Bibelkommentare auf, die es einzuziehen gelte, darunter Schriften von Maimonides. Er veranstaltete 1319 in Toulouse eine weitere Bücherverbrennung.
In Deutschland blieb es bei öffentlicher Verhöhnung des Talmud und Hetzreden. Damals populäre Prediger wie Berthold von Regensburg und Konrad von Würzburg setzten Juden und Ketzer gleich. Da sie am Talmud festhielten, seien sie alle zur Hölle verdammt.
In Spanien kam es bis 1263 zu Talmudverboten. Danach begnügte sich König Jakob I. von Aragon damit, dass Juden anstößige Stellen freiwillig strichen. Diese festzustellen überließ er einer Kommission unter dem Dominikaner Raimund von Penyafort. Als sich das Verfahren als unwirksam erwies, zog er den Zensurbefehl 1265 zurück.
Ein Gutachter, der Mönch Raymundus Martinus, hatte das rabbinische Schrifttum positiver beurteilt. Er fand im Talmud viel Verwandtes zu Lehren Jesu und versuchte, aus Legenden der Haggada Jesu Messianität zu beweisen. Nur aus ihrem eigenen Schrifttum heraus könne der christliche Prediger die Juden überzeugen. Sein um 1280 entstandenes Hauptwerk Pugio fidei adversus Mauros et Iudaeos beeinflusste auch Martin Luther.
Der Gegenpapst Benedikt XIII. jedoch erließ 1415 mit einer „Judenbulle“ ein Totalverbot der Talmudbenutzung und -verbreitung. Ausgenommen waren nur päpstlich beauftragte Judenmissionare.
- „Brunnenvergiftung“:

Dieser Vorwurf der Brunnenvergiftung tauchte erstmals im Jahr der großen Pestepidemie auf und führte zur Vernichtung zahlreicher Judengemeinden, vor allem – wie schon 1096 – im Rheinland. Die Anklage variiert das antike Motiv des Brunnenverstopfens. Warum sie nur Juden traf, ist kaum rational erklärbar. Es mangelte in mittelalterlichen Städten allgemein an sauberem Wasser; wegen fehlender Abwasserkanäle war die Hygiene der Bevölkerung schlecht.
Die Tora verlangte zwar Reinheit im Alltag, so dass die Judenghettos ihre Brunnen tiefer anlegten und eher auf saubere Gassen und Körperhygiene achteten als die übrige Stadtbevölkerung. Doch sauberes Wasser war auch dort knapp. Die Pest betraf Juden ebenso.
Doch die kirchliche Propaganda hatte das Vorurteil des heimtückischen, zu allen Verbrechen fähigen Juden längst tief im Aberglauben der mittelalterlichen Bevölkerung verankert und bestärkte es laufend. Die Pogrome des Jahres 1349 waren daher sehr oft eine „Prävention“, bevor die Pest einen Ort erreichte.
Die Ankläger waren oft örtliche Handwerker, Bauern oder Kleingewerbetreibende, die bei Juden hoch verschuldet waren und die Gelegenheit nutzten, ihre Gläubiger loszuwerden. So schrieb der Priester Jakob Twinger von Königshofen über das „Valentinstagmassaker“ in Straßburg:

„…am St. Veltlinstag verbrannte man die Juden auf ihrem Friedhof auf einem Holzgerüst. Man schätzt die Zahl der Getöteten auf 2000. Die sich aber wollten taufen lassen, ließ man am Leben… Was man den Juden schuldig war, wurde bezahlt und alle Pfandbriefe über Schulden wurden ihnen zurückgegeben, das bare Gut aber, das sie hatten, nahm der Rat und verteilte es unter die Handwerker nach der Kopfzahl. Das war auch das Gift, das die Juden tötete.“

Das Pogrom war also eine konzertierte Aktion des Stadtrats mit den christlichen Handwerkern. Auch nach den Jahren der Pest gab es immer wieder derartige Anklagen gegen Juden. Papst Martin V. wies diese ebenso wie den Ritualmord zurück:

„Auch haben wir erfahren, dass man die Juden der Missetat anklagt, sie hätten die Brunnen vergiftet und mischten in ihr Osterbrot Menschenblut. Da dieses aber den Juden mit Unrecht vorgeworfen wird, so verbieten wir allen Christen und vorgenannten geistlichen und weltlichen Predigern, dass sie die Christen gegen die Juden in Bewegung setzen.“

Dies zeigt deutlich, von wem die Pogromhetze damals ausging.
- „Wucherjuden“:

Zu diesen religiösen Anklagen gesellte sich im Lauf des Hochmittelalters das ökonomische Klischee des „Wucherjuden“;
Juden war der Geldhandel zugewiesen worden, da Christen das Zins- und Wechselgeschäft – insbesondere in seiner als „Wucher“ bezeichneten Extremform – verboten war. Dieses galt für Christen als ehrlos, betrügerisch und anmaßend, s. Zinsverbot. Andererseits war man aus dem religiös begründeten Überlegenheitsanspruch heraus geneigt, Juden das Recht streitig zu machen, Forderungen an Christen zu stellen. Dieser Hass auf die Gläubiger konnte im Kontext von Wirtschaftskrisen leicht in Pogrome ausarten.
Um 1330 griffen Hungerkatastrophen und Seuchen um sich, die die Gegensätze zwischen Arm und Reich und Stadt und Land verschärften. Immer mehr verarmte Bauern mussten Kredite bei städtischen Juden aufnehmen. Unzufriedene verschuldete Bauern rotteten sich nun als „Judenschläger“ zusammen, um an Ghettojuden wahllos Rache zu üben. So kam es 1336–1338 erneut zu einer Pogromwelle in Franken, Schwaben, Österreich, der Steiermark, dem Elsass und dem Rheingau.
Das Wucher-Klischee wurde von italienischen Bettelmönchen, allen voran den Franziskanern, im 15. Jahrhundert mit reichsweiten Hetzpredigten geschürt. Bernhardin von Siena (1380–1444) griff dabei den Wucher auch der Christen an. Bernhardin von Feltre (1439–1494) dagegen galt als „Geißel“ der Juden: Als Friedensstifter von vielen Städten gerufen, stachelte er überall zu Pogromen gegen sie auf. Dabei ignorierte er päpstliche Schutzbriefe und beschwerte sich in Rom darüber, dass diese die „Anmaßung“ der Juden gegenüber Christen begünstigten. Daraufhin wurden die Päpste Eugen IV. und Nikolaus V. schwankend und griffen zum Teil auf Canones des 4. Laterankonzils zurück.
Weder Mönche noch Päpste verstanden die ökonomischen Notwendigkeiten des aufkommenden Merkantilismus: Sie berücksichtigten nicht, dass ohne Zinsnahme kein Geldgeschäft und kein Handel möglich war. Gerade die ärmeren Handwerker und die Betreiber der Kleingewerbe in den Städten waren auf die Leihanstalten angewiesen, die, wie oben erläutert, Juden vorbehalten waren. Die wiederum erwirtschafteten ihren Lebensunterhalt weitestgehend aus den Zinsen und mussten obendrein auch ihre Abgaben (Judenregal) daraus bestreiten. Folglich passten sie ihre Zinssätze zwangsläufig nach oben an, wenn die christlichen Herrscher höhere Abgaben von ihnen verlangten.
- „Antichrist“:

Öffentliche Passionsspiele boten viel Raum für Verunglimpfung von Juden. Sie wurden häufig als der Satan dargestellt oder als der Antichrist „entlarvt“. Das Publikum durfte ihre Bestrafung fordern und festlegen, die auf der Bühne sofort vollzogen wurde. Das drang nun auch in die Dramaturgie der Fastnachtsspiele ein. So wurden Pogrom und Vertreibung eingeübt und symbolisch vorweggenommen. Auch damalige Karikaturen zeigen die wachsende Judenfeindlichkeit.

### Pogrome und Vertreibungen
Im 13. und 14. Jahrhundert kam es zu zahlreichen schweren Judenpogromen und Vertreibungen der Juden. 1221 wurde die jüdische Gemeinde in Erfurt ausgelöscht, 1235 folgte die in Fulda, 1285 die in München. 1264 wurden englische Juden Opfer eines Pogroms in London. In sämtlichen Fällen ging dem Pogrom der Vorwurf eines angeblichen Ritualmords voraus.
1290 vertrieb König Eduard I. von England alle Juden aus seinem Reich. 1306 tat Philipp IV. es ihm in Frankreich nach. Ludwig X. erlaubte 1315 die Rückkehr der französischen Juden, ehe sie 1394 unter Karl VI. endgültig vertrieben wurden. Die meisten aus England und Frankreich Vertriebenen flohen zunächst in das Heilige Römische Reich, in deutsche oder italienische Gebiete. Dort waren sie keineswegs überall vor Verfolgung sicher. Juden wurden in den europäischen Königreichen und Fürstentümern vielfach nur geduldet, solange sie den Herrschern wirtschaftlichen Nutzen brachten.
Im deutschsprachigen Raum kam es während des „Rintfleisch-Pogroms“ (1298) und der „Armledererhebung“ (1336–1338) zu Judenverfolgungen, die die gesamte Region Franken erfassten und sich auch auf die umliegenden Gegenden ausbreiteten.
1348 brach die Pest in weiten Teilen Mitteleuropas aus. Sofort kam das Gerücht auf, die Juden hätten „Brunnen vergiftet“ und dadurch die Seuche ausgelöst. Daraufhin erreichten die Judenverfolgungen einen grausamen Höhepunkt. Angesichts des um sich greifenden Zerfalls der Autoritäten, die hilflos gegenüber dem „Schwarzen Tod“ waren, fand die Bevölkerung in den Juden den geeigneten „Sündenbock“. Die Massenmorde an den Juden wurden aber nicht nur durch religiösen Hass, Aberglauben und politische Unfähigkeit verursacht. Hinzu kamen Interessen verschuldeter Adeliger und Bürger, die eine willkommene Gelegenheit sahen, ihre Gläubiger loszuwerden. Kaiser und Papst versuchten ihre Pflichten als Schutzherren der Juden wahrzunehmen und diese zu schützen. Clemens VI. argumentierte erstmals rational, indem er darauf hinwies, die Pest wüte auch dort, wo keine Juden lebten, und raffe auch sie dahin, wo sie lebten. Er verbot das Hinrichten von Juden ohne Gerichtsverfahren. Das half ihnen jedoch nur in Avignon. Kaiser Karl IV. schützte in seinem eigenen Herrschaftsbereich zwar die Juden, die für diesen Schutz im Rahmen des Judenregals Zahlungen leisteten, in einzelnen Fällen profitierte Karl aber auch finanziell von Pogromen. 1349 kam es in vielen Städten noch vor Ausbruch der Pest zu Massakern an Juden, oft angeheizt durch die Flagellanten. Zeitgenössische Quellen berichten auch von häufigen Selbstmorden ganzer Judengemeinden vor der ihnen angedrohten Massenverbrennung. Ein Jahr darauf lebten nur noch wenige Juden in Mitteleuropa. Nur in Spanien, Österreich und Polen erreichten die Herrscher ein vorzeitiges Ende der Pogrome.

## Frühe Neuzeit

### Spanien
Zwischen 711 und 719 hatten die Mauren den größten Teil der vorher zum Westgotenreich gehörenden Gebiete der Iberischen Halbinsel erobert. Die als Reconquista bezeichnete Rückeroberung durch die angrenzenden christlichen Königreiche begann bereits im 8. Jahrhundert, setzte sich über das gesamte Mittelalter fort und endete 1492 mit der Eroberung des Emirats von Granada. Infolge der Reconquista entstanden auf dem Boden der unter maurischer Herrschaft islamisierten Gebiete die christlichen Königreiche Portugal und Spanien.
Das Alhambra-Edikt von 1492 stellte Juden und Muslime vor die Wahl, entweder das Land zu verlassen oder sich taufen zu lassen. Sie mussten theologische Scheindebatten und Schauprozesse – sogenannte Autodafés – über sich ergehen lassen. Waren sie nicht gewillt, zum Christentum zu konvertieren, mussten sie Spanien verlassen oder endeten auf dem Scheiterhaufen. Doch selbst wenn Juden sich taufen ließen, wurden sie von der christlichen Mehrheit nicht als vollgültige Kirchenmitglieder geachtet, sondern als marranos (span. Schweine) beschimpft. Die Marranen wurden teils noch bis in die dritte Generation verachtet und angefeindet. Sie reagierten darauf ähnlich wie die verfolgten Muslime (Morisken) mit der Geheimhaltung ihres Glaubens (Taqīya). Das wiederum verstärkte das Misstrauen gegen alle Juden und Muslime. Für eine soziale Diskriminierung sorgte zusätzlich das Ideal der Limpieza de sangre (span. ‚Reinheit des Blutes‘). Viele Ämter blieben „reinblütigen“ Spaniern – ohne jüdische oder maurische Vorfahren – vorbehalten. Damit wurde die Judenfeindschaft erstmals nicht nur religiös begründet, sondern mit der Abstammung gerechtfertigt – ein Rassismus avant la lettre.
Hinzu kam seit 1481 die spanische Inquisition. Ursprünglich war der Dominikanerorden mit der Durchsetzung religiösen Zwanges gegen Ketzer und Hexen beauftragt worden. Der spanische König Ferdinand II. und seine Gemahlin Isabella I. setzten die Inquisition aber auch ein, um jüdische und muslimische Konvertiten aufzuspüren, die heimlich ihre angestammte Religion weiter ausübten. Diese Hetzjagd erreichte unter Führung von Tomás de Torquemada, dem ersten spanischen Großinquisitor, ihren Höhepunkt.

### Heiliges Römisches Reich
Die aus England (1290), Frankreich (1314), Spanien (1492) und Portugal (1497) vertriebenen Juden wanderten notgedrungen in andere Gebiete Europas und gründeten in vielen Reichsstädten neue Gemeinden. Daraufhin verstärkte sich dort oft der Judenhass. Im deutschsprachigen Raum waren die Juden rechtlich kaum geschützt und seitens der Bevölkerung häufigen lokalen Pogromen ausgesetzt. Zudem verbreiteten führende Theologen den Antijudaismus mit zahlreichen polemischen Schriften. Der 1487 verfasste, bis 1609 massenhaft verbreitete „Hexenhammer“ zum Beispiel rechtfertigte im Gefolge der Inquisition nicht nur die Verfolgung angeblicher „Hexen“, sondern auch die von Juden.
Zwischen 1390 und 1520 wurden die Juden aus fast allen Reichsstädten, einigen Bischofstädten und vielen landesherrlichen Territorien und Städten des Heiligen Römischen Reiches vertrieben.
| Jahr      | Stadt                | Gebiet                                             | Anlass                             |
| --------- | -------------------- | -------------------------------------------------- | ---------------------------------- |
| 1391 1401 | -                    | Pfalz                                              |                                    |
| 1401      | -                    | Thüringen                                          |                                    |
| 1418      | -                    | Erzstift Trier                                     |                                    |
| 1420      | Wien                 | -                                                  |                                    |
| 1421      | -                    | Österreich                                         | → Hauptartikel : Wiener Gesera     |
| 1424      | Köln                 | -                                                  |                                    |
| 1432      | -                    | Sachsen                                            |                                    |
| 1438      | Augsburg             | -                                                  |                                    |
| 1442      | München              | -                                                  |                                    |
| 1446      | -                    | Mark Brandenburg                                   |                                    |
| 1450      | Landshut             | -                                                  |                                    |
| 1450      | Ingolstadt           | -                                                  |                                    |
| 1453      | Würzburg             | -                                                  |                                    |
| 1453      | Breslau              | -                                                  |                                    |
| 1470      | -                    | Erzstift Mainz                                     |                                    |
| 1475      | -                    | Bistum Bamberg                                     |                                    |
| 1478      | Passau               | -                                                  |                                    |
| 1496      | -                    | Steiermark, Kärnten, Krain                         |                                    |
| 1492      | -                    | Mecklenburg, Pommern                               | Sternberger Hostienschänderprozess |
| 1493      | -                    | Erzstift Magdeburg                                 |                                    |
| 1494      | Naumburg, Reutlingen | -                                                  |                                    |
| 1496      | -                    | Kärnten, Krain, Grafschaft Schwarzburg, Steiermark |                                    |
| 1498      | -                    | Erzstift Salzburg, Württemberg                     |                                    |
| 1499      | Nürnberg, Ulm        | -                                                  |                                    |
| 1500      | -                    | Böhmen und Mähren                                  |                                    |
| 1507      | Nördlingen           | -                                                  |                                    |
| 1510      | -                    | Mark Brandenburg                                   | Berliner Hostienschänderprozess    |
| 1515      | Ansbach, Bayreuth    | -                                                  |                                    |
| 1517      | Merseburg            | -                                                  |                                    |
| 1519      | Regensburg           | -                                                  |                                    |

Unter Kaiser Maximilian I. wurde es üblich, dass Reichsstädte sich die Erlaubnis zur Judenvertreibung vom Kaiser erkauften, um der Zahlung eines höheren Strafgeldes und anderweitigen Schwierigkeiten zu entgehen. So verfuhren zum Beispiel Nürnberg, Ulm, Donauwörth, Oberrehnheim, Schwäbisch Gmünd, Colmar, Reutlingen und Nördlingen. In den Reichsstädten entschieden also Stadträte und Kaiser gemeinsam über eine Judenvertreibung. In den landesherrlichen Städten und Territorien dagegen lag diese Entscheidung beim Landesherrn des jeweiligen Hoheitsgebiets. Anlass für die Vertreibungen aus Mecklenburg, Pommern und Brandenburg waren vorausgehende Judenpogrome. Zwischen 1490 und 1515 wurden die ansässigen Juden auch aus vielen landesherrlichen Territorien und Städten im Osten und Südosten des Heiligen Römischen Reiches ausgewiesen.
Viele der Ausgewiesenen zogen in die Reichsstadt Frankfurt am Main. Deren Stadtrat erlaubte aber nur den finanzkräftigsten Vertriebenen die Niederlassung. 1515 lehnte der Rat es ab, ihr Aufenthaltsrecht zu verlängern. Ab Frühjahr 1515 verhandelte er mit dem Fürstbischof der angrenzenden Kurmainz Albrecht II. „der Juden halben, wie die zu vertrieben syen“. Beide Seiten waren an der Vertreibung der Juden aus dem gesamten Rhein-Main-Gebiet interessiert. Die Ratsherren wollten möglichst vermeiden, die Erlaubnis des Kaisers teuer erkaufen zu müssen, und außerdem eine spätere Rückkehr der Vertriebenen nach Frankfurt ausschließen. Dazu mussten sich auch die Landesherren der vielen kleinen und zersplitterten Territorien im Umland verpflichten, die Juden zu vertreiben und deren Aufnahme künftig zu verweigern. Andernfalls hätten die benachbarten Landesherren die vertriebenen Juden sofort aufgenommen und anstelle des Stadtrats die Judensteuern eingenommen. Auch hinsichtlich der Geschäftstätigkeit der Juden im Territorium wäre die Vertreibung ohne Effekt geblieben und deren Anwesenheit hätte sich kaum vermindert. Die angestrebte Vereinbarung zwischen Stadtrat und benachbarten Landesherren verfehlte jedoch die notwendige Mehrheit der bei den Verhandlungen vertretenen Stände. Außerdem hatten sich die Frankfurter Juden sofort an den Kaiser gewandt, der seine Rechte bedroht sah und die Vertreibung ablehnte. Albrecht II. selbst scheiterte 1515 und 1516 bei dem Versuch, die in seiner Bischofsstadt Mainz ansässigen Juden zu vertreiben. So behielten die Juden im Raum des späteren Landes Hessen großenteils auch später ihre Wohnsitze.

### Humanismus
Seit der von Italien ausgehenden Renaissance versuchten manche gebildete christliche Humanisten gegenseitige Toleranz zwischen Juden, Christen und Muslimen zu fördern, indem sie die Gemeinsamkeiten der drei Religionen herausstellten, zum Beispiel Nikolaus von Kues (De pace fidei 1453). Sie wollten damit der weitgehend erfolglosen Judenmission zum Durchbruch verhelfen. Der humanistisch gebildete Theologe Johannes Reuchlin hatte die hebräische Sprache gelernt, um die jüdische Kabbala zu studieren. Er übernahm die Ansicht des italienischen Humanisten Giovanni Pico della Mirandola, die spekulativ-mystische Deutung des Gottesnamens sei für Christen ein Weg, ihres Glaubens gewiss zu werden (De arte cabalistica, um 1507).
Die Kölner Dominikaner um den Inquisitor Jakob van Hoogstraten bekämpften humanistische Versuche, jüdische Schriften zur Auslegung des Alten Testaments heranzuziehen, als Häresie. Dabei half ihnen der jüdische Konvertit Johannes Pfefferkorn, der sich 1504 christlich taufen ließ und erfolglos Judenmission betrieb. Er verfasste dann eine Serie judenfeindlicher Schriften wie den Judenspiegel (1508), die Judenbeichte (1508) und das Osternbuch (1508). In seiner Schrift Judenfeind (1509) beschrieb er die Juden als „gefährlicher als der Teufel“ und „Bluthunde“. Sie „trachteten den Christen nach dem Leben“. Jeder Christ sei daher verpflichtet, sie „wie räudige Hunde zu verjagen“. Vor allem ihre Bücher, in denen Gott, Jesus und Maria gelästert würden, seien an ihrer Verstocktheit und an aller Zwietracht unter den Christen Schuld. Erst wenn man sie ihnen gewaltsam wegnehme und verbrenne, könne man sie bekehren und Frieden unter Christen erreichen:

„All die Gewalt, die den Juden geschieht, ist aus der Meinung, dass sie dadurch zu dem heiligen christlichen Glauben bewegt werden möchten … zu ihrer besten Besserung und nicht unseres Nutzens wegen.“

Als Haupthindernis für die Judenmission sah Pfefferkorn den Talmud, während er die Kabbala durchaus als Offenbarungszeugnis anerkannte. 1509 erlaubte ihm Kaiser Maximilian I., religiöse Schriften der Judengemeinden des Reichs einzuziehen. Die jüdische Gemeinde Frankfurt am Main protestierte beim Mainzer Erzbischof Uriel von Gemmingen und erreichte, dass dieser im kaiserlichen Auftrag eine theologische Prüfungskommission einsetzte. 1510 befahl der Kaiser Pfefferkorn, die bereits beschlagnahmten Bücher den Judengemeinden vorläufig zurückzugeben.
Reuchlin, der wie Hoogstraten in die Kommission berufen worden war, urteilte als einziger der Gutachter im Oktober 1510 positiv über den Talmud und andere jüdische Schriften und trat gegen Pfefferkorns beabsichtigte Bücherverbrennung ein. Dabei billigte er den Juden die Rechte römischer Reichsbürger zu: Obwohl sie wegen ihres Gottesmords zu Recht zu Sklaven erklärt worden seien, blieben sie wie die Christen Untertanen des Kaisers und damit Teil der civilitas communis. Spanische Judenmissionare hätten den Talmud erfolgreich benutzt, um Juden zu Christus zu führen. Dieser selbst habe mit seinen Gegnern diskutiert. Auch Polemik gegen Christen könne man Juden nicht verdenken, da sie nur für ihren Glauben einträten.
1511 gab er sein Gutachten als Buch heraus (Augenspiegel) und löste damit einen literarischen Streit aus. Pfefferkorn schrieb, Reuchlin habe die Kirche geschädigt und sich von Juden bestechen lassen. Der Kölner Theologe Arnold von Tungern schrieb, Reuchlin habe die Juden begünstigt und ihre Bosheit zu vertuschen versucht. Dieser nannte Pfefferkorn einen ungebildeten „Taufjuden“ und erwiderte 1513:

„Ich begünstige Juden so, dass sie kein Unrecht tun, aber auch kein Unrecht leiden. Die Pflichten einfacher menschlicher Vereinigung, gesellschaftlichen Verkehrs verlangen, dass man selbst Verbrecher nicht für rechtlos erkläre und so behandele. Ungerechtigkeit ist Rohheit, die alle Menschlichkeit verleugnet und den, der ihr nachstrebt, zum wilden Tier macht.“

Nach mehreren negativen Universitätsgutachten über Reuchlins Augenspiegel leitete Hoogstraten 1513 einen Inquisitionsprozess gegen ihn ein. Reuchlin rief Papst Leo X. an, der die Entscheidung den Bischöfen von Speyer und Worms übertrug. Diese sprachen ihn 1514 frei. Danach veröffentlichten Reuchlins Anhänger, darunter der papstfeindliche Ritter Ulrich von Hutten, die anonymen Dunkelmännerbriefe für ihn. Sie verhöhnten die an den Universitäten herrschende Scholastik und forderten die Freiheit der Wissenschaft. Hoogstraten appellierte seinerseits an den Papst und erreichte schließlich, dass dieser Reuchlins Augenspiegel am 23. Juni 1520 als häretisch verbot. Zu diesem Umschwung hatten die Dunkelmännerbriefe und der Beginn der Reformation 1520 entscheidend beigetragen.
Reuchlin trennte als einer der ersten führenden christlichen Theologen sein theologisches Urteil über das Judentum vom rechtlichen Umgang mit Juden. Viele Reichsgerichte und territoriale Hofgerichte übernahmen seine Auffassung, so dass der Antijudaismus sich in Gerichtsverfahren um politische Rechte von Juden weniger negativ auswirkte. Daher wurde Reuchlin früher oft als Wegbereiter der aufgeklärten Toleranz betrachtet. Neuere Forschungen betonten dagegen, dass er wie die meisten Humanisten weiterhin die antijudaistischen Thesen vom Gottesmord und der „Ehrlosigkeit“ der Juden vertrat und wie Augustinus nur für ihre „Duldung“ eintrat.
Erasmus von Rotterdam, der führende Humanist im deutschsprachigen Raum, trat in seinen Schriften entschieden für „Eintracht“ und „Frieden“ ein, bezog diese Leitideen aber nur auf die Gemeinschaft unter Christen. Für Juden war darin kein Raum. Er kannte wahrscheinlich nur konvertierte Juden. Er glaubte, dass sie ihre angeblich ererbte Feindschaft gegen Christus nie restlos ablegen könnten, und warnte deshalb, sie in die Kirche aufzunehmen. In einem Brief an Reuchlin beurteilte er Pfefferkorn als typischen jüdischen Lügner: Juden hätten Jesus hingemetzelt; mit seinem Feldzug gegen gebildete tugendhafte Männer zeige Pfefferkorn sein wahres jüdisches Gesicht. Er machte „die Juden“ in Privatbriefen für Krieg und Raub in Europa verantwortlich, sah sie als Anstifter der Bauernkriege und Täufer-Bewegung und bejahte die Judenvertreibungen aus England, Frankreich und Spanien. Er betrachtete jüdischen Toragehorsam als bloß äußerliche, pedantische Befolgung sinnloser Riten und warf christlichen Mönchsorden „Judaisieren“ vor, um ihre strengen Regeln zu kritisieren. Das Studium des Hebräischen bei Juden sah er als Gefahr für die alleinige christliche Wahrheit. Daher betonen einige Historiker, dass die Humanisten sich kaum vom traditionellen Antijudaismus abhoben, sondern diesen zum Bestandteil der europäischen Bildungskultur machten und der späteren Aufklärungsepoche übermittelten.

### Martin Luther
Luther kannte nur wenige Juden persönlich, thematisierte aber das Judentum von 1513 bis 1546 oft. Theologisch beurteilte er es seit 1513 wie das Papsttum und den Islam als Gesetzesreligion, die Gottes allein rettende Gnade im gekreuzigten Jesus Christus verleugne. Er lehnte Verbote des Talmud als zwecklos ab, betrachtete die Bibelexegese der Rabbiner aber als Gotteslästerung und Gefahr für die reformatorische Lehre. 1521 hielt er fest, dass der gebürtige Jude Jesus Israels Erwählung zum Volk Gottes bestätigt habe und die Abrahamsverheißung (Gen 12,1–3) auch für Christen gültig sei und bleibe. Gleichwohl hielt er die meisten Juden aufgrund biblischer Weissagungen für unbekehrbar („verstockt“).
Besonders beachtet wurden seine „Judenschriften“ (1523–1543). In Dass Christus ein geborener Jude sei (1523) verwarf er Ritualmord- und Hostienfrevel-Legenden als „Narrenwerk“ (Aberglauben), machte kirchliche Gewalt gegen Juden für die erfolglose Judenmission verantwortlich, warb dafür, Juden als Menschen zu behandeln und ihnen Arbeiten in Landwirtschaft und Handwerk zu erlauben, um ihre Isolation aufzuheben. Er erwartete, „etliche“ Juden nach erfolgreicher Reformation vom evangelischen Glauben zu überzeugen.
Ab 1526 veränderte sich diese Haltung. Nachdem Luther von einigen Missionserfolgen von Juden gehört hatte, verweigerte er 1537 eine Begegnung mit Josel von Rosheim, dem anerkannten Rechtsanwalt der Juden des Reichs, und begründete dies mit einem angeblichen Missbrauch seiner freundlichen Einladung von 1523. Er unterstellte allen Juden heimliche Mord- und Raubabsichten gegen die Christen. In Wider die Sabbather (1538) führte er die Glaubensüberzeugungen der zur Täuferbewegung zählenden Sabbater fälschlich auf jüdische Einflüsse zurück und warb dafür, diese christliche Glaubensgemeinschaft aus Mähren zu vertreiben. In Von den Juden und ihren Lügen (Januar 1543) stellte er wie frühere Adversos-Judaeos-Autoren einen Lasterkatalog zusammen: Die Juden seien „1400 Jahre unsere Plage, Pestilenz und alles Unglück gewesen“; sie seien „rechte Teufel“, die er am liebsten eigenhändig umbrächte. Private Gewalt gegen Juden lehnte er jedoch ab. Er behauptete, sie beuteten die Christen schamlos aus, hielten sie im eigenen Land gefangen „durch ihren verfluchten Wucher“, verhöhnten sie obendrein und seien „unsere Herren, wir ihre Knechte“. Deshalb forderte er von den evangelischen Fürsten: Sie sollten Synagogen und Judenschulen verbrennen, ihre Häuser zerstören, sie wie „Zigeuner“ in Ställen wohnen lassen, ihnen Gebetbücher und Talmudschriften wegnehmen, ihren Rabbinern das Lehren verbieten, ihr freies Geleit und Wegerecht aufheben, den Wucher (das Geldgeschäft) verbieten, ihnen Bargeld und Schmuck wegnehmen und ihre jungen Männer zu körperlicher Arbeit zwingen. Falls die Fürsten diese Maßnahmen ablehnten, dann sollten sie wenigstens die jüdische Religionsausübung verhindern; andernfalls sollten sie die Juden aus ihren Gebieten vertreiben: „Drum immer hinaus mit ihnen!“ In Vom Schem Hamphoras (März 1543) verhöhnte er den Talmud und die rabbinische Bibelexegese mit Rückgriff auf die Wittenberger Judensau.

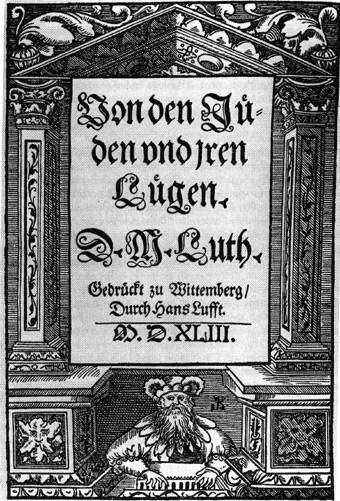
Wittenberg, 1543

Luther ergänzte seine letzte Predigt am 15. Februar 1546 mit einer kurzen Vermahnung wider die Juden, die seine Haltung bündelte: Juden seien zu bekehren oder bei ihrer Taufverweigerung zu vertreiben. Erst solle man ihnen den christlichen Glauben ernsthaft anbieten. Da sie diesen erwartungsgemäß ablehnen und Christus fortgesetzt lästern würden, sollten die evangelischen Fürsten sie aus ihren Gebieten jagen. Diese folgten Luthers Aufforderung aus praktischen Gründen und wegen Einnahmen aus Judensteuern jedoch meist nicht. Kursachsen erneuerte das Durchzugs- und Aufenthaltsverbot für Juden von 1536, Hessen erließ ein Lehrverbot für Rabbiner, und einige evangelische Städte vertrieben ihre Juden bald nach Luthers Tod.
Luther stufte das Judentum durchgehend als Werkreligion ein und setzte voraus, dass Juden das Evangelium der Gnade und Menschwerdung Gottes nur ärgern könne, so dass sie allenfalls einzeln zu Jesus Christus zu bekehren seien. Dies hing mit seiner Lehre von Gesetz und Evangelium zusammen, die dem Judentum nur die Rolle des verworfenen Volkes und Beispiels für Gottes Zorngericht ließ.
Die Lutherforschung versuchte lange, Luthers theologische Urteile über Juden von seinen religionspolitischen Forderungen zu trennen und seine späteren judenfeindlichen Schriften nur psychologisch aus enttäuschter Missionserwartung zu erklären. Seit den 1980er Jahren wird dagegen die Kontinuität des Antijudaismus in Luthers Theologie und sein Beitrag zur Entstehung des Antisemitismus herausgestellt. Die Herkunft einiger seiner Klischees aus Hetzschriften von Antonius Margaritha und der katholischen Tradition wurde genauer erforscht. Konsens besteht darin, dass Luther nicht rassistisch dachte, aber den Frühantisemitismus anbahnte und das Versagen des Protestantismus in der NS-Zeit mit ermöglichte.

### Reformation
Die Reformation geschah in einer Zeit großer politischer, sozialer und ökonomischer Umbrüche. Der um 1450 erfundene Buchdruck erlaubte, Schriften in Massenauflage in ganz Europa zu verbreiten. Das Bildungsniveau wuchs. Debatten über theologische Fragen erregten viele Gemüter und blieben keine innerkirchliche Angelegenheit mehr. Luthers Bibelübersetzung erlaubte auch Laien die Überprüfung der Quelltexte und ermöglichte einen direkten Dialog mit jüdischen Theologen, wenn dieser auch noch selten geschah. Protestantische Pastoren erweiterten ihre Kenntnis der Hebräischen Bibel. Der Humanismus schuf erste Ansätze einer historisch-kritischen Bibelexegese. Die Haltung von Luthers Schülern und Zeitgenossen zum Judentum war daher differenzierter als die der katholischen Scholastik. Bei einigen Reformatoren wuchs dessen Ablehnung noch, während sich manche philosophisch geschulten Humanisten eher mäßigend zu Gunsten der Juden äußerten. Der literarische Judenhass war jedoch nicht immer Hauptanliegen der Autoren, sondern Konvention und Mittel, um sich Gehör zu verschaffen.
Im Judentum förderte die Reformation ein selbstbewussteres Eintreten für den eigenen Glauben und dessen spirituelle Erneuerung, aber auch Endzeitstimmungen und Sektenbewegungen. Anfangs wurde Luther als möglicher Befreier von der kirchlichen Verfolgung wahrgenommen, so dass man Kontakt zu ihm suchte. Die wenigen von ihm zugelassenen Kontakte verliefen für beide Seiten enttäuschend. Josel von Rosheim kam zu dem Schluss, dass Luther ein noch schlimmerer Judenfeind als Kaiser Karl V. sei und sein Anliegen, mehr Rechte und Schutz für Juden im deutschsprachigen Raum zu erwirken, bei letzterem besser aufgehoben war.
Im Luthertum wurden Luthers Grundthesen zum Judentum (Bundesverlust, Verstockung, Christenfeindlichkeit, Wertlosigkeit des Rabbinismus) weitgehend geteilt. Andere Reformatoren wie Wolfgang Capito und Andreas Osiander widersprachen ihm jedoch sowohl theologisch wie praktisch. Paul Staffelsteiner verfasste 1536 Eine kurtze underrichtung. Darin bezeichnete er jüdische Gläubige als „Heuchler und Blender“, ihren Glauben als „ungegrundte erdichtete Ceremonien“. Dieser „aufklärerische“ Ansatz richtete sich nur gegen Juden. Von Wolfgang Rus erschien 1536 das judenfeindliche Buch der Altveter / des Israelitischen Volks / nemlich woher di Synagog, das Volck Gottes / oder die Kirche iren ursprung habe. Er stand in der Tradition der frühchristlichen Geschichtsfälschung.
Antonius Margaritha war als jüdischer Konvertit politischer Berater christlicher Herrscher für antijüdische Maßnahmen. Sein Werk Der gantz judisch Glaub von 1531 zog das Fazit: „In summa kein Jud will keynem Christen wol“. Über die Arbeitsmoral der Juden hieß es wie bei Luther:

„Nach diesem tun die Juden den ganzen Tag nichts. Wenn sie bedürfen einzuheizen, Licht anzuzünden, Kühe zu melken etc., nehmen sie etwa einen einfältigen armen Christen, der ihnen solches tue. Des berühmen sie sich, sie bilden sich ein, sie seien also Herren und die Christen ihre Knechte, sprechen, sie haben noch das wahre Regiment und die Herrschaft, sintemal die Christen ihnen dienten in aller Arbeit und sie müßig liegen.“

Auch das Motiv einer feindlichen Allianz von Türken und Juden gegen Christen trug er vor:

„Die Juden frohlocken sehr, wenn sich ein Krieg in der Christenheit vor allem durch den Türken erhebt. Dann beten sie weiter gegen alle Obrigkeit der Christen. Sie können nicht leugnen, dass ihr Fluche auf die jetzigen christlichen Königreiche und das Kaisertum gehe.“

Die Reformatoren zitierten Margaritha gern als Experten. Doch 1530 auf dem Reichstag in Augsburg verlor er eine öffentliche Disputation gegen Josel von Rosheim, den damaligen Rechtsanwalt („Schtadlan“) der Juden im Kaiserreich. Dieser widerlegte den Verdacht der Illoyalität und unterstützte den Kaiser gegen die evangelischen Reichsstände und Kurfürsten, weil er Luthers Ablehnung der Juden erkannt hatte. Margaritha musste die Versammlung verlassen. Trotzdem übernahm Luther 1543 die meisten seiner antijüdischen Stereotype und Forderungen.
Martin Bucer schrieb 1539 einen Ratgeber, der Juden wie Nutztiere sah: von den jude / ob un wie die unde den Christe zu halten sind. Er empfahl, sie zu unterdrücken:

„ir Recht ist jnen von dem Barmhertzigen Gott vff erlegt, das sie bey den volkern, bey denen sie wonen, die vndersten und der schwanz sein vnd am aller herttestenn gehalten werden sollen.“

Das entsprach den judenfeindlichen Konzilsedikten von 1215, zeigt also deren Kontinuität. Auch bibelfeste Reformatoren, die sonst der katholischen Tradition den Kampf angesagt hatten, folgten hier dem Zeitgeist.
Philipp Melanchthon und der Schweizer Reformator Heinrich Bullinger jedoch kritisierten Luthers Schem Hamphoras (1544) öffentlich: Sie sei „von einem Schweinehirten, nicht von einem berühmten Seelenhirten geschrieben.“ Luthers Schmähschriften fanden also auch bei seinen Anhängern nicht immer Anklang. So verteidigte Melanchthon auf dem Ständetag in Frankfurt am Main 1539 posthum die Unschuld von 38 Juden, die 1510 wegen angeblichen Hostiendiebstahls verbrannt worden waren.
Andreas Osiander schrieb 1529 ein Gutachten zu einem Mordfall, das er 1540 anonym veröffentlichte, bald aber als Autor von Johannes Eck entdeckt wurde: Ob es wahr und glaublich sey, daß die Juden der Christen kindt heymlich erwürgen und ihr Blut gebrauchen. Darin engagierte er sich differenziert gegen die antijudaistischen Ritualmordlegenden und fasste zusammen: Wer aber will so teuflische Hirngespinste glauben, die gegen Gottes Wort, die Natur und alle Vernunft sind? Diese Haltung blieb jedoch eine Ausnahme. Obwohl Renaissance, Humanismus und ein gewachsenes Bildungsniveau ihnen eine genauere Kenntnis des Judentums ermöglichten, behielten und überlieferten auch evangelische Christen weithin die traditionellen antijudaistischen Vorurteile.

### Vom Trienter Konzil bis zum Westfälischen Frieden
Papst Leo X. hatte zwar 1515 auf dem Laterankonzil eine Vorzensur für alle gedruckten Werke einführen lassen, diese aber gegenüber hebräischen Schriften liberal gehandhabt: So wurde in Venedig 1523 erstmals die babylonische Gemara gedruckt. Der jüdische Verleger Gerson ben Mose Soncino druckte außerdem zahlreiche Talmudausgaben und half aus Spanien geflohenen Juden. Diese Blütezeit ging seit Paul III. 1548 zu Ende.
Unter Papst Julius III. ließ die römische Inquisition im Kirchenstaat alle talmudischen Bücher einziehen und am jüdischen Neujahrsfest, dem 9. September 1553, öffentlich verbrennen. Weitere Bücherverbrennungen folgten in Pesaro unter dem Inquisitor Michele Ghislieri, der spätere Papst Pius V., in Venedig und Ancona. Alle Bücher sollten vor dem Druck der Zensur vorgelegt werden; tatsächlich ließ Paul IV. auf Betreiben des Konvertiten Andreas de Monte 1557 auch alle bereits zensierten hebräischen Bücher einziehen. Er gab 1559 den ersten Index verbotener Bücher heraus, der die Lektüre des Talmud und aller Kommentare dazu verbot.
Papst Pius IV. erlaubte im Trienter Index 1564 jedoch wieder den Druck talmudischer Schriften, sofern sie anders genannt wurden und keine Schmähungen des Christentums enthielten. Jakob von Bonaventura hatte das Konzil von Trient für die italienischen Juden erfolgreich darum gebeten und sich zur Übernahme der Prüfungskosten bereit erklärt. Seitdem hieß der „bereinigte“ Talmud für Juden stets Gemara oder Schischa Sedarim. Sie sorgten teilweise selbst für die Zensur, indem sie Listen der für Christen anstößigen Stellen anlegten, so zum Beispiel der Rabbiner Abraham Provenzale aus Mantua um 1555.
Hinzu kam die Verschärfung der Sozialpolitik gegenüber den Juden im Kirchenstaat: Papst Paul IV. witterte angesichts der Ausbreitung des Protestantismus überall „Ketzerei“ und sah Juden als deren Drahtzieher. 1555 erließ er die Bulle Cum nimis absurdum, um die römischen Juden zu demütigen und an ihrer Entfaltung zu hindern. Er verbot christlichen Hausangestellten Dienste und die Anrede „Herr“ für Juden, diesen den Aufenthalt nahe Kirchen, gebot ihnen Latein als einzige Geschäftssprache und zwang sie zur Umsiedlung in den ärmsten Stadtteil am Tiberufer. Am 26. Juli mussten sie alle in das neue Ghetto ziehen.
Papst Pius IV. hob einige dieser Maßnahmen seines Vorgängers wieder auf. Er erlaubte, dass Juden auf Reisen keinen Judenhut tragen mussten, so dass sie besser vor Überfällen geschützt waren. Auch die eingezogenen Bücher gab er ihnen zurück. Doch er regierte nur sechs Jahre; sein Nachfolger Pius V. erneuerte 1566 nur drei Monate nach Amtsantritt die Bulle Cum nimis absurdum und verbot jeden Kontakt zwischen Neuchristen (getauften Juden) und Juden: Sie durften nicht miteinander speisen und das jüdische Ghetto bei Folterandrohung nicht betreten. 1569 wies er alle Juden aus dem Kirchenstaat aus. Er rechtfertigte dies neben den bekannten Gottesmord-Anklagen mit angeblicher Wahrsagerei und Zauberei. Wer nach drei Monaten noch anzutreffen wäre, würde seinen ganzen Besitz verlieren. Nur die Juden in Rom und Ancona waren ausgenommen, weil er nahe dem Heiligen Stuhl ihre Bekehrung erhoffte.
Damit war die kurze Phase der toleranten Begegnung von jüdischen und christlichen Humanisten beendet. Doch anders als der Talmud blieben die Kabbala-Schriften von der katholischen Zensur weitgehend unbehelligt und konnten sogar neu gedruckt werden: so der Sohar 1558/59.

## Neuzeit

### 17. und 18. Jahrhundert
Der lutherische Antijudaismus blieb aktiv, etwa 1699 mit der Polemik Das schwer zu bekehrende Juden-Hertz / Nebst einigen Vorbereitungs-Mitteln zu der Jüden Bekehrung des Celler Konsistorialpredigers Sigismund Hosmann.
Doch traten seit dem 17. Jahrhundert vermehrt Vertreter eines Philosemitismus auf, die eine generelle Verurteilung des Judentums ablehnten und auf seine Vorzüge hinwiesen: so beispielsweise Hugo Grotius, Simon Episcopius (1583–1643), Pierre Jurieu (1637–1713), Johann Christoph Wagenseil (1633–1705). Dieser verlangte sogar, die jüdische Literatur für die christliche Exegese der Bibel heranzuziehen. Im Pietismus wurde Israel als Gottes ersterwähltes Volk dann weithin anerkannt, jedoch umso mehr versucht, es zu Christus zu bekehren. Die Pietisten erachteten Luthers judenfreundliche Schrift von 1523 als theologisch maßgeblich und verdrängten seine späteren judenfeindlichen Schriften.
Die Aufklärung beerbte und säkularisierte den christlichen Antijudaismus. Einige aufgeklärte Philosophen und Theologen des 18. Jahrhunderts, beispielsweise Montesquieu und auf jüdischer Seite Moses Mendelssohn haben die rechtliche Gleichstellung der Juden verlangt. Diese Entwicklung ging jedoch mit der Abkehr von den biblischen Traditionen einher. Sie verallgemeinerte die Besonderheit von Juden- und Christentum zu einer humanen Idee, Moral und Religiosität.

### Deutscher Bund

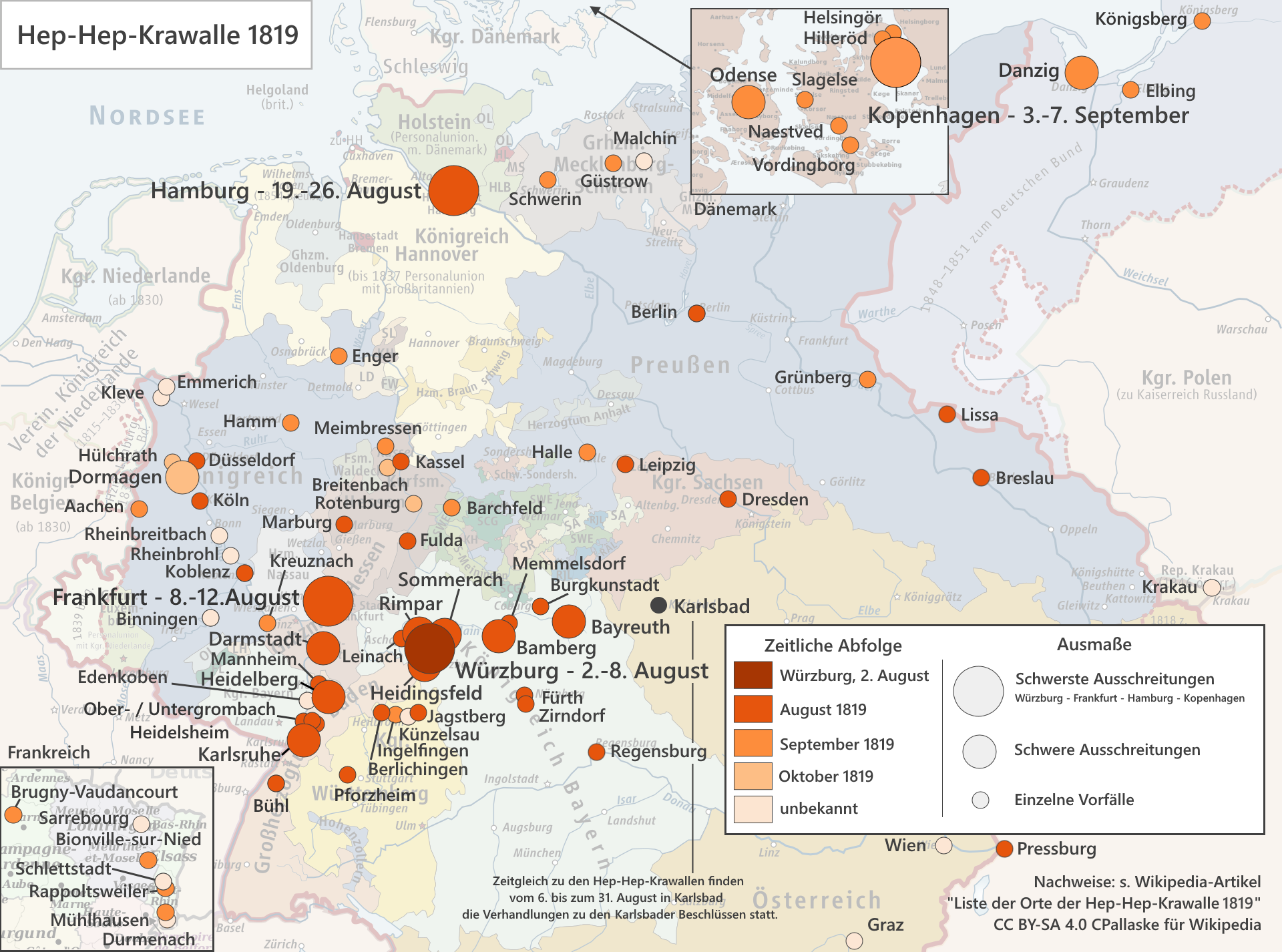
Karte der Hep-Hep-Krawalle 1819

Nach der Napoleonischen Zeit wurde im Deutschen Bund über die Judenemanzipation gestritten. Ein bekennender Gegner der rechtlichen Gleichstellung war u. a. Peter Beuth. Die Frage führte schließlich zu den Hep-Hep-Krawallen, bei denen sich zwischen August und Oktober 1819 zu einer Welle gewaltsamer antijüdischer Ausschreitungen in über 80 Städten und Ortschaften des Deutschen Bundes und über seine Grenzen hinaus ereigneten, insbesondere auch in Dänemark. Sie gelten als der größte überregionale Aufruhr im Deutschen Bund in der Restaurationsphase bis zur Revolution von 1848. In Würzburg, wo die Krawalle am 2. August 1819 ihren Anfang nahmen, in Frankfurt am Main und in Hamburg herrschten über mehrere Tage hinweg pogromartige Zustände, die erst durch den Einsatz von Militär beendet werden konnten. Aus weiteren 15 Orten sind schwere Ausschreitungen überliefert, insbesondere aus Franken, Baden, Dänemark und Danzig. Die Mehrheit der Vorfälle waren Menschenaufläufe, die „Hep-Hep“-Rufe skandierten, Steinwürfe gegen jüdische Wohn- und Geschäftshäuser und körperliche Angriffe auf deren jüdische Bewohnerinnen und Bewohner. Bei den Hep-Hep-Krawallen gab es keine jüdischen Todesopfer, allerdings wurden in Würzburg am 3. und 4. August 1819 bei Schießereien ein Angreifer und ein Soldat getötet. Die Hep-Hep-Krawalle hatten in vielen Ländern des Deutschen Bundes einen Rückschritt der Judenemanzipation zur Folge.

### Polen
Polen, das ab 1138 dem feudalen Partikularismus in Teilherrschaften erlag, wurde unter Władysław I. Ellenlang (reg. 1306–1333, ab 1320 König von Polen) ein geeintes Königreich. Sein Sohn, Kasimir „der Große“ (reg. 1333–1370, ab 1333 König von Polen), festigte politisch, ökonomisch und militärisch das väterliche Erbe durch grundlegende Reform und Reorganisation des Staatsapparats. 1367 erlaubte er Juden die freie Ansiedlung und gewährte ihnen Gewerbe- und Steuerfreiheit. Dies war damals außergewöhnlich und bewirkte einen Zustrom von jüdischen Einwanderern aus ganz Europa. Sie blieben hier nicht auf das Geldgeschäft beschränkt und stellten bald in ganz Polen einen Hauptanteil an der Schicht des Kleinbürgertums. Zudem lebten sie meist in eigenen Stadtbezirken, dem „Schtetl“, und hatten dort ihre eigene Verwaltung, die „Kahale“. So standen sich Juden und Polen wie zwei Volksgruppen gegenüber.
Im 16. Jahrhundert machte die polnische Aristokratie Juden häufig zu ihren Gutsverwaltern und Geschäftsführern. Nach der Union Polens mit Litauen, 1569, wurden Juden meist Landverpächter ukrainischer Bauern und zogen sich als „Ausbeuter“, „Fremde“ und „Ungetaufte“ deren Hass zu. Der Kosakenaufstand von 1649 ging mit Massakern der Bauernheere an etwa 10.000 polnischen Juden und Katholiken einher. Beide fochten in der Schlacht bei Berestetschko 1651 Seite an Seite dagegen.
Gegen Ende des 18. Jahrhunderts ging Polen als Staat unter. Das beendete dort die Toleranz gegen andere Religionen und Minderheiten. Es kam zu zahlreichen Ritualmordprozessen und Lynchmorden an Juden. Nach einer Beschwerde ihres Vertreters und einer Empfehlung des mit der Untersuchung der Vorwürfe beauftragten Kardinals Ganganelli, des späteren Papstes Clemens XIV., verdammte Papst Benedikt XIV. 1758 die „Blutlüge“. Der polnische König August III. bestätigte dies 1763 und setzte damit den Pogromen vorerst ein Ende.
Im Zuge der rechtlichen Gleichstellung der Juden wurde 1764 die jüdische Selbstverwaltung in Polen abgeschafft. Zudem spaltete sich das polnische Judentum in Chassidim („Fromme“) und Mitnaggedim (populäre Mystiker und orthodoxe Talmudisten). Der Hajdamakennaufstand von 1768 brachte erneute Bauernmassaker an Juden.
Der „Vierjährige Reichstag“, der von 1788 an Staats- und Wirtschaftsreformen beschloss, änderte nichts an der Lage der Juden. Das polnische Bürgertum lehnte ihre Gleichstellung ab, wollte sie aber zugleich zur Assimilation zwingen. Selbst progressive Reformer wie Pater Stanisław Staszic sahen sie als „Heuschreckenplage“ und „Schmarotzerhaufen“.
Um ihren Patriotismus zu zeigen, nahmen viele Juden wie Berek Joselewicz 1794 am Aufstand von Tadeusz Kościuszko gegen die Teilungen Polens teil. Ein jüdisches Regiment fiel am 4. November im Kampf für Polens Freiheit und Einheit gegen die russischen Eroberer.
Napoleon Bonaparte gründete 1807 ein vom Ersten Französischen Kaiserreich politisch abhängiges Herzogtum Warschau. Doch er nahm die im Code Napoléon verankerte Gleichberechtigung der Juden schon 1808 wieder zurück. Dem folgte der Herzog Friedrich August von Sachsen mit einem Dekret, das den Juden die Bürgerrechte für 10 Jahre aberkannte, bis sie sich assimiliert hätten. Juden, die sich im Lebensstil ganz den Christen anpassten, erhielten jedoch zur Antwort:

„Wie können aber die sich zu den mosaischen Gesetzen Bekennenden dieses Land als ihr Vaterland ansehen? Sind sie nicht von dem Wunsche beseelt, in die Heimat ihrer Vorfahren zurückzukehren? Fühlen sie sich nicht als eine Nation für sich? Mit der Änderung der Tracht ist es noch lange nicht getan.“

So wurde das Judentum auf den von Preußen, Österreich und Russland besetzten Gebieten Polens und Litauens weniger als Religionsgemeinschaft denn als eigenes Volk betrachtet und ausgegrenzt. Daran knüpfte der polnische Nationalismus und Antisemitismus in Teilen der Bevölkerung im 19. Jahrhundert fast nahtlos an.

### Deutsches Kaiserreich
Im Kulturprotestantismus des 19. Jahrhunderts wurde es zur Regel, den angeblich überlegenen Universalismus und Moralismus der „absoluten“ christlichen Religion am unterlegenen, engen, materialistischen, überholten Judentum zu profilieren. Gerade die idealistischen und romantischen Heroen des Geistes erwiesen sich als hilflos und anfällig für den um sich greifenden sozialdarwinistischen und rassistischen Antisemitismus.
Dazu kam eine Politisierung des lutherischen Christentums wie bei dem Berliner Hofprediger Adolf Stoecker. Er berief sich dazu allerdings noch nicht auf Luthers antijüdische Schriften. Erst nicht- oder anti-christliche Antisemiten entdeckten diese ab 1879 wieder und benutzten sie für ihre antisemitische Propaganda.
In der katholischen Kirche war damals ein „doppelter Antisemitismus“ üblich:
In einer Phase des Ultramontanismus und Antimodernismus lehnte man in Artikeln und Verlautbarungen zwar den Radau-Antisemitismus und den rassistischen Antisemitismus als mit dem Christentum unvereinbar ab (was nicht ausschloss, dass einzelne Vertreter auch der Rassenideologie entlehnte Stereotype in ihren Polemiken verwendeten). Andererseits erlaubte und gebot man den Gläubigen das Eintreten gegen den vermeintlich schädlichen Einfluss von Juden vor allem im Wirtschafts- und Kulturleben und unterstellte Juden oft einen Hass und entsprechende Agitation gegen das Christentum als solches. Dieser doppelte Antisemitismus umfasste neben altbekannten religiösen auch ältere weltliche Topoi wie den Vorwurf der Wucherei als auch neuere Anschuldigungen wie die eines jüdischen Weltmachtstrebens. Laut Olaf Blaschke reichte dieses Denken bis ins 20. Jahrhundert hinein, etwa im Bamberger Bistumsorgan St. Heinrichsblatt und Klerusblatt. Sie schrieben 1937, nachdem das NS-Regime die Juden bereits weitgehend entrechtet hatte: „Daß die katholische Kirche in Deutschland unsere einheimische Rasse Jahrhunderte lang schützte, beweisen unsere katholischen Tauf- und Ehebücher, die heute noch als alleinige Zeugen für die arische Abstammung herangezogen werden.“
Die Kirche sei „im schroffsten und schärfsten Gegensatz zur Synagoge von Christus gestiftet“ worden.

### Weimarer Republik
Die Novemberrevolution 1918 beendete mit der Monarchie die Oberaufsicht des Kaisers über die Kirche (Summepiskopat) und das „Landesherrliche Kirchenregiment“, also das Recht der Landesregierungen, die höchsten Kirchenbeamten einzusetzen. Die Weimarer Verfassung gestattete den evangelischen Kirchen erstmals weitgehende Selbstverwaltung nach rein kirchlichen Gesichtspunkten. Das Synodalprinzip stärkte die Laien gegenüber Pastoren und Bischöfen.
1922 gründete sich der Deutsche Evangelische Kirchenbund (DEK) als gemeinsames Dach bekenntnisgebundener Landeskirchen. Das Konzept einer „Volkskirche“, deren Gemeinden auf kommunaler Ebene von der Bevölkerung getragen und für ihre Belange offen sein sollten, konnte sich nun entfalten. Diese ungewohnte Unabhängigkeit vom Staat verunsicherte viele evangelische Pastoren, die sich in der Kaiserzeit im deutschnationalen Bürgertum heimisch gefühlt hatten.
Ein großer Teil von ihnen war von Theologen ausgebildet worden, die den Ersten Weltkrieg mittrugen. Die Pfarrer waren häufig in antisemitischen Studentenverbindungen wie dem Verein Deutscher Studenten organisiert. Seit Stoecker und Paul de Lagarde hatten sich Teile des Luthertums dem rassistischen Antisemitismus geöffnet und diesen als politisches Programm über das Kriegsende hinaus etabliert.
In der Nachkriegsnot (Deutsche Inflation, bürgerkriegsähnliche Konfrontationen) florierten der rückwärts gewandte Nationalismus und Antisemitismus. Juden wie Hugo Preuß oder Walther Rathenau, die nach der Novemberrevolution in Führungspositionen aufstiegen waren, wurden zu Zielscheiben des Hasses. Neue bürgerliche Parteien wie die DNVP propagierten die Dolchstoßlegende und lasteten alle Krisenphänomene dem „zersetzenden“ Einfluss des „Weltjudentums“ an.
Eine Flut von Veröffentlichungen stärkte diese Propaganda, darunter Oswald Spenglers Untergang des Abendlandes: Der Autor verunglimpfte das Judentum als grenzen- und heimatloses, nur materiellen Zielen verhaftetes, unter die Völker zerstreutes „Fremdvolk“ und behauptete, es würde wie ein Naturgesetz den Niedergang der „Wirtvölker“ und damit Hass und blutige Konflikte erzeugen. Das rechtfertige rassistische „Lösungen“ der Judenfrage.
Viele Protestanten standen der deutsch-völkischen Bewegung nahe, die die tragenden politischen Kräfte der Weimarer Republik, Sozialdemokratie, Liberalismus und katholische Deutsche Zentrumspartei, erbittert bekämpfte. In ihren Augen bedrohten die „Gottlosen“ im Verbund mit Katholiken und Juden die Verbindung von Volkstum und evangelischer Religion. Dabei behielt die Mehrheit Vorbehalte gegen den unverblümten Rassismus und wollte das Christentum dem Volkstum überordnen.
Eine Minderheit wandte sich jedoch der nun aufstrebenden „deutschchristlichen Bewegung“ zu, die das Alte Testament als „jüdische Religionsurkunde“ abwertete und das Christentum „entjuden“ wollte, um es mit „germanischer“ Verehrung von „Blut und Boden“ zu verschmelzen. Von beiden Seiten aus wurden so die Grenzlinien zwischen christlichem Antijudaismus, der den Juden die Tür zur Kirche offenhielt, und rassistischem Antisemitismus, der sie aus dem Volksglauben geistig und politisch „ausmerzen“ wollte, immer mehr verwischt.

### Zeit des Nationalsozialismus
Von diesen Strömungen im Kulturprotestantismus des Kaiserreichs und der Weimarer Republik ausgehend, hatte der kirchliche Antijudaismus dem staatlichen Antisemitismus des Nationalsozialismus wenig entgegenzusetzen. Nationalsozialisten wie Julius Streicher, Alfred Rosenberg und das Hetzblatt „Der Stürmer“ knüpften dabei ab 1938 auch an judenfeindliche Aussagen Luthers an, wobei sie deren theologischen und zeitgeschichtlichen Kontext stets ignorierten. Deutsche Christen und von ihnen geführte evangelische Landeskirchen beriefen sich in der NS-Zeit darauf und rechtfertigten damit die Novemberpogrome 1938, den Judenstern und somit indirekt auch den Holocaust.
Zwar kam es aufgrund der von den Deutschen Christen erzwungenen Ausschließung von protestantischen Pfarrern jüdischer Abstammung zur Gründung des Pfarrernotbundes und zu einem Kirchenkampf, aus dem 1934 die Bekennende Kirche hervorging. Doch auch in dieser evangelischen Opposition überwogen antijudaistische und obrigkeitshörige Einstellungen, so dass es zu keinem kirchlichen Widerstand gegen die immer deutlichere Judenverfolgung des NS-Regimes kam und man sich weithin auf die Verteidigung kirchlicher Selbstverwaltung gegen staatliche Eingriffe begrenzte.
Eine Ausnahme war Dietrich Bonhoeffer, der sich dem Widerstand des Kreisauer Kreises und Plänen zu einem Attentat auf Hitler anschloss. Schon 1933 ahnte Bonhoeffer das kommende Geschehen im Betheler Bekenntnis:

„Wir verwerfen jeden Versuch, die geschichtliche Sendung irgendeines Volkes mit dem heilsgeschichtlichen Auftrag Israels zu vergleichen oder zu verwechseln. Es kann nie und nimmer Auftrag eines Volkes sein, an den Juden den Mord von Golgatha zu rächen.“

Das hielt den Holocaust nicht auf, der auch wegen der jahrhundertelangen kirchlichen Volkserziehung im Geist des Antijudaismus mit Hilfe Hunderttausender getaufter Mitläufer durchgeführt werden konnte. Die lutherischen Kirchen erkannten ihre Mitverantwortung dafür erst nach 1945 allmählich an.

### Kirchliche Erklärungen seit 1945
Seit dem Holocaust begannen die Kirchen allmählich, den christlichen Antijudaismus theologisch und praktisch aufzuarbeiten und ihr Verhältnis zum Judentum neu zu bestimmen. In der ersten Nachkriegserklärung der neu gegründeten EKD, dem Stuttgarter Schuldbekenntnis vom 19. Oktober 1945, fehlte noch jeder ausdrückliche Hinweis auf die Shoa; selbst die Aussage Martin Niemöllers (Durch uns ist großes Leid über viele Völker und Länder gekommen) fand nur gegen heftigen Widerspruch Eingang in den Wortlaut. Erst unter dem Einfluss von Theologen wie Karl Barth, Helmut Gollwitzer und Friedrich-Wilhelm Marquardt kam es zu einer theologischen Neubesinnung auf die unaufgebbaren jüdischen Wurzeln und Inhalte des christlichen Glaubens.
Erst jetzt begann die EKD, zeitbedingte Judenfeindlichkeit und genuine Wort-Gottes-Theologie bei Luther auseinanderzuhalten. Die Deutschen Evangelischen Kirchentage der 1960er Jahre leisteten dabei exegetische, aufklärende und religionsdialogische Arbeiten. Ein Meilenstein zur Revision antijudaistischer theologischer Positionen war der Synodalbeschluss zur Erneuerung des Verhältnisses von Christen und Juden, den die Evangelische Kirche im Rheinland am 11. Januar 1980 fasste. Eine Reihe evangelischer Landeskirchen folgte dem mit ähnlichen Erklärungen und Verfassungsänderungen. Eine Gruppe jüdischer Gelehrter des National Jewish Scholars Project hat diese Bemühungen der christlichen Seite im September 2000 mit der Erklärung Dabru Emet gewürdigt.
In vielen Bereichen von Kirche und Theologie sowie im Religionsunterricht bleiben antijudaistische Stereotype jedoch bis in die Gegenwart hinein wirksam. Kritik von jüdischer Seite erfuhren beispielsweise die feministischen Theologinnen, die das Judentum (im Unterschied zum Christentum) als „in seinem Wesenskern frauenfeindlich“ bezeichneten. Weiterhin wird dem rabbinischen Judentum oft eine rein äußerliche, am „Buchstaben“ orientierte Gesetzesfrömmigkeit unterstellt. Aufgrund seiner vielen Vorschriften sei es eine Religion der Werke („Werkreligion“) und bilde somit die Negativfolie für die angeblich ethisch überlegene Lehre Jesu und des Christentums.
Der Katholischen Pfadfinderschaft Europas (KPE) wurden 2004 durch den Politikwissenschaftler Hans-Gerd Jaschke judenfeindliche Äußerungen gerichtlich nachgewiesen; alle Unterlassungsklagen der KPE hiergegen blieben 2010 erfolglos. Der Verlag Anton A. Schmid (auch pro fide catholica) in Durach (Bayern) publiziert in seinem fundamentalistisch katholisch ausgerichteten Buchangebot auch religiös antisemitische Eigenveröffentlichungen wie die Reihe „Talmudismus – Erzfeind der Menschheit“. Papst Benedikt XVI. formulierte 2008 die Karfreitagsfürbitte für die Juden für die Tridentinische Messe neu. Diese Ausnahmefassung stieß auf Proteste bei Vertretern jüdischer Gemeinden, etwa dem Zentralrat der Juden in Deutschland und vielen Christen. Sie wurde unter anderem als Rückfall hinter die Erklärung Nostra aetate von 1965 beurteilt.
Unter Papst Franziskus verzichtete die römisch-katholische Kirche im Dezember 2015 auf alle Versuche, Juden zur Konversion zum Christentum zu bewegen. Im November 2018 distanzierte sich auch der emeritierte Papst Benedikt XVI. ausdrücklich von der katholischen Judenmission, die zuvor jahrhundertelang praktiziert worden war. Selbige sei nicht vorgesehen und nicht nötig.

## Antijudaismus im Islam
Im vom Islam geprägten Gebieten (Dār al-Islām) regelte das Rechtsinstitut der Dhimma die soziale Stellung von Juden, Christen und anderen anerkannten religiösen Minderheiten. Juden und Christen galten als Ahl al-kitāb („Leute des Buchs“), also Empfänger einer schriftlichen Offenbarungsurkunde Allahs. Als Dhimmis („Schutzbefohlene“) durften sie ihre Religion ausüben und waren rechtlich geschützt, mussten aber besondere Kopfsteuern zahlen, Kleiderordnungen befolgen und durften keine Waffen tragen. Diese Regeln wurden jedoch in der Geschichte des Islam verschieden streng gehandhabt. Es gab zeitweise relative Toleranz, zu anderen Zeiten schwere Verfolgungen, die jedoch nicht nur Juden betrafen. Eine systematische, in der Religion selbst geforderte und kontinuierlich ausgeübte Judenfeindschaft gab es im mittelalterlichen Islam nicht.
Als die Mauren 713 die iberische Halbinsel eroberten, unterwarfen sich die Juden ihnen bereitwillig, da sie im Westgotenreich seit 587 verfolgt worden waren. Bis zum Ende des Kalifats der Umayyaden (1031) bestand im islamisch beherrschten al-Andalus eine relativ friedliche Koexistenz von Christen, Juden und Muslimen, die zu einem Kulturaustausch führte.
Im mittelalterlichen Islam wurden nur in Marokko und Persien zeitweise Ghettos für Juden eingerichtet. Massaker an Juden (Córdoba 1013, Fès 1033, Granada 1066, Marrakesch 1232) blieben lokale Ausnahmen. Gewaltsame Übergriffe auf Juden waren im Islam seltener als im christlichen Europa.
Als Spaniens christliche Herrscher die Juden und Muslime ihres Landes endgültig vertrieben (1492), luden islamische Herrscher sie in ihr Osmanisches Reich ein und erlaubten aus Europa geflohenen Juden auch, sich erstmals seit der Zerstörung des Jerusalemer Tempels (70) wieder im früheren Israel-Palästina anzusiedeln.
Bis zum Ersten Weltkrieg konnten jüdische Gemeinden im Osmanischen Reich aufblühen.
Durch die Expansion nach Europa lernten die osmanischen Behörden von griechisch-orthodoxen Christen antijudaistische Stereotype kennen. Auf deren Betreiben kam es 1840 zur Damaskusaffäre, der ersten Ritualmordanklage gegen Juden in der islamischen Welt. Erst seit dem Palästinakonflikt der 1920er Jahre, in größerem Maß erst seit Israels Staatsgründung 1948, übernahmen Teile der arabisch-islamischen Eliten aus europäischen und amerikanischen Quellen antisemitische Verschwörungstheorien. (Siehe Geschichte des Antisemitismus seit 1945#Arabische und islamische Staaten).

## Weiterführende Informationen

### Einzelbelege
1. ↑  Johannes Heil: Antijudaismus und Antisemitismus. Begriffe als Bedeutungsträger. In: Wolfgang Benz (Hrsg.): Jahrbuch für Antisemitismusforschung. Frankfurt am Main 1997, S. 92–114.
2. ↑  Nichals R.M. de Lange: Artikel Antisemitismus IV. Alte Kirche. In: Theologische Realenzyklopädie, Band 3. Walter de Gruyter, Berlin 1978, ISBN 3-11-007462-1, S. 128.
3. ↑  Ferdinand Hahn: Theologie des Neuen Testaments, Band 2. Mohr/Siebeck, Tübingen 2005, ISBN 3-16-148737-0, S. 79.
4. ↑  Ferdinand Hahn: Theologie des Neuen Testaments, Band 2. Tübingen 2005, S. 391.
5. ↑  Ekkehard Stegemann: Der Jude Paulus und seine antijüdische Auslegung. In: Christina Tuor, Peter Wick, Ekkehard W. Stegemann (Hrsg.): Paulus und die Welt. Theologischer Verlag, Zürich 2005, ISBN 3-290-17364-X, S. 39.
6. ↑  Günter Wasserberg: Aus Israels Mitte, Heil für die Welt. Walter de Gruyter, Berlin 1998, ISBN 3-11-015864-7, S. 26.
7. ↑  Matthias Blum: Neues Testament. In: Wolfgang Benz (Hrsg.): Handbuch des Antisemitismus Band 3: Begriffe, Theorien, Ideologien. Walter de Gruyter, Berlin 2010, ISBN 3-11-023379-7, S. 237.
8. ↑  Hans Hermann Henrix: Judentum und Christentum: Gemeinschaft wider Willen. 2. Auflage, Verlagsgemeinschaft topos plus / Friedrich Pustet, Regensburg 2008, ISBN 978-3-8367-0525-7, S. 32.
9. ↑  Nicholas R.M. de Lange: Antisemitismus IV: Alte Kirche. In: Theologische Realenzyklopädie Band 3, S. 128–137, hier s. 128f.
10. ↑  Nicholas R.M. de Lange: Antisemitismus IV: Alte Kirche. In: Theologische Realenzyklopädie Band 3, S. 129f.
11. ↑  Edward H. Flannery: The Anguish of the Jews. Twenty-Three Centuries of Antisemitism . 2. Auflage, Paulist Press, Mahwah 2004, ISBN 0-8091-4324-0, S. 51. Deutsche Übersetzung nach Brändle, Rudolf [Hrsg.]: Acht Reden gegen Juden. Anton Hiersemann, Stuttgart 1995, ISBN 3-7772-9525-6, S. 125, S. 90, S. 97, S. 185.
12. ↑  Brändle, Rudolf [Hrsg.]: Acht Reden gegen Juden. Anton Hiersemann, Stuttgart 1995, ISBN 3-7772-9525-6, S. 54.
13. ↑  Nicholas R.M. de Lange: Antisemitismus IV: Alte Kirche. In: Theologische Realenzyklopädie Band 3, S. 131.
14. ↑  Heinz Schreckenberg: Die christlichen Adversus-Judaeos-Texte und ihr literarisches und historisches Umfeld. Band I: 1.–11. Jahrhundert. Frankfurt am Main 1999, S. 564.
15. ↑  Jörg Ulrich: Euseb von Caesarea und die Juden. Walter de Gruyter, 1998, ISBN 3-11-016233-4, S. 66; Lutz Doering, Hans-Günther Waubke, Florian Wilk: Judaistik und neutestamentliche Wissenschaft: Standorte – Grenzen – Beziehungen. Vandenhoeck & Ruprecht, Göttingen 2008, ISBN 3-525-53090-0, S. 367.
16. ↑  Karl Leo Noethlichs: Die Juden im christlichen Imperium Romanum (4. bis 6. Jahrhundert). Oldenbourg Akademieverlag, 2001, ISBN 3-05-003431-9, S. 93f.
17. 1 2  Karl Heinrich Rengstorf, Siegfried von Kortzfleisch (Hrsg.): Kirche und Synagoge: Handbuch zur Geschichte von Christen und Juden. Darstellung mit Quellen, Band 1. 1968, S. 94.
18. ↑  Heinz Schreckenberg: Die christlichen Adversus-Judaeos-Texte und ihr literarisches und historisches Umfeld. Band I: 1.— 11. Jahrhundert. Frankfurt am Main 1999, S. 357ff.
19. ↑  Ernst Bammel: Die Zeugen des Christentums. In: Herbert Frohnhofen: Christlicher Antijudaismus und jüdischer Antipaganismus: Ihre Motive und Hintergründe in den ersten drei Jahrhunderten. Theologischer Verlag, Zürich 1990, ISBN 3-927043-13-3, S. 171.
20. ↑  Hans-Joachim Barkenings: Der Erste Kreuzzug 1096 und seine Folgen: die Verfolgung von Juden im Rheinland. Evangelische Kirche im Rheinland, 1996, ISBN 3-930250-09-8, S. 127.
21. ↑  Vgl. dazu Nikolas Hächler: Anordnungen zu jüdischen Zwangstaufen unter Kaiser Herakleios (610-641) als Folgen staatlicher Resilienzstrategien. In: Byzantion 91, 2021, S. 155–195.
22. ↑  Andreas Rentz: Der „Geldjude“. Antijüdische ökonomische Stereotype im mittelalterlichen Deutschland bis zur Großen Pest. Walter de Gruyter, Berlin/Boston 2024, ISBN 978-3-11-120522-9, S. 21 u. ö.
23. ↑  Alfred Haverkamp: Juden und Christen zur Zeit der Kreuzzüge (= Konstanzer Arbeitskreis für Mittelalterliche Geschichte. Vorträge und Forschungen. Bd. 47). Jan Thorbecke, Stuttgart 1999, ISBN 3-7995-6647-3, S. 291.
24. ↑  Fritz Backhaus: Die Hostienschändungsprozesse von Sternberg (1492) und Berlin (1510) und die Ausweisung der Juden aus Mecklenburg und der Mark Brandenburg. In: Jahrbuch für Brandenburgische Landesgeschichte. Band 39 (1988). S. 7–26.
25. ↑  Vgl. überblicksweise Yosef Hayim Yerushalmi: The Inquisition and the Jews of France in the Time of Bernard Gui. In: The Harvard Theological Review. Bd. 63, Nr. 3, 1970, ISSN 0017-8160, S. 317–376, doi:10.1017/S001781600002544X.
26. ↑  Monika Grübel: Schnellkurs Judentum. 5. Auflage. Köln 2003, ISBN 3-8321-3496-4, S. 71 f. (Abschnitt: Vorwurf der Hostienschändung).
27. ↑  Fritz Backhaus: Die Hostienschändungsprozesse von Sternberg (1492) und Berlin (1510) und die Ausweisung der Juden aus. In: Jahrbuch für Brandenburgische Landesgeschichte. Band 39 (1988), S. 7–26.
28. ↑  Jörg R. Müller, Andreas Weber: Karl IV. und die Juden. In: Jiri Fajt, Markus Hörsch (Hrsg.): Kaiser Karl IV. (1316–2016). Erste Bayerisch-Tschechische Landesausstellung. Prag 2016, S. 218–225.
29. ↑  Klaus Bergdolt: Der schwarze Tod. Die große Pest und das Ende des Mittelalters. 5. Auflage, C.H. Beck, München 2003, ISBN 3-406-45918-8, S. 149.
30. 1 2  Bernhard Lohse: Luthers Theologie in ihrer historischen Entwicklung und in ihrem systematischen Zusammenhang. Vandenhoeck & Ruprecht, Göttingen 1995, ISBN 3-525-52196-0, S. 357f.
31. ↑  Günter Jerouschek, Wolfgang Behringer (Hrsg.): Heinrich Institoris, Jakob Sprenger: Der Hexenhammer. Deutscher Taschenbuch Verlag, 2000, ISBN 3-423-30780-3, S. 41–43.
32. ↑  Klaus-Peter Lehmann: Urteil statt Vorurteil. Reformation und Antijudaismus. ImDialog. Evangelischer Arbeitskreis für das christlich-jüdische Gespräch in Hessen und Nassau, 2010, abgerufen am 16. Mai 2018.
33. 1 2  Markus J. Wenninger: Man bedarf keiner Juden mehr. S. 159 f.
34. ↑  erstmalige Vertreibung durch Kurfürst Friedrich II. und dessen Bruder Friedrich den Fetten s. Fritz Backhaus: Die Hostienschändungsprozesse von Sternberg (1492) und Berlin (1510) und die Ausweisung der Juden aus Mecklenburg und der Mark Brandenburg. In: Jahrbuch für Brandenburgische Landesgeschichte. Band 39 (1988). S. 15.
35. ↑  Markus Wenninger: Man bedarf keiner Juden mehr. S. 251.
36. ↑  Markus J. Wenninger: Man bedarf keiner Juden mehr. S. 191.
37. ↑  Markus J. Wenninger: Man bedarf keiner Juden mehr. S. 194 f.; Arye Maimon: Der Judenvertreibungsversuch Albrechts II. von Mainz und sein Mißerfolg (1515/. 16) in: Jahrbuch für westdeutsche Landesgeschichte 4, 1978, S. 191–220.
38. ↑  Wilhelm Schmidt-Biggemann: Geschichte der christlichen Kabbala. Band 1: 15. und 16. Jahrhundert. Frommann Holzboog, 2012, ISBN 3-7728-2569-9, S. 136ff.
39. ↑  Hans-Martin Kirn: Das Bild vom Juden im Deutschland des frühen 16. Jahrhunderts. Mohr, Tübingen 1989, ISBN 3-16-745354-0, S. 73.
40. ↑  Rolf Decot: Luthers Reformation zwischen Theologie und Reichspolitik. Lembeck, Frankfurt am Main 2007, ISBN 3-87476-539-3, S. 363f.
41. ↑  Willehad Paul Eckert: Die Universität Köln und die Juden im späten Mittelalter. In: Akademie der Wissenschaften zu Berlin (Hrsg.): Jahrbuch 1990–1992. Walter de Gruyter, Berlin 1993, ISBN 3-11-012148-4, S. 503f.; Zitat S. 505.
42. ↑  Friedrich Battenberg: Die Juden in Deutschland vom 16. bis zum Ende des 18. Jahrhunderts. Oldenbourg Wissenschaftsverlag, München 2001, ISBN 3-486-55777-7, S. 14f.
43. ↑  Friedrich Battenberg: Die Juden in Deutschland vom 16. bis zum Ende des 18. Jahrhunderts. Oldenbourg Wissenschaftsverlag, München 2001, ISBN 3-486-55777-7, S. 85.
44. ↑  Robert Michael: A history of Catholic antisemitism: the dark side of the church. 2008, S. 102.
45. ↑  Erika Rummel: The Case Against Johann Reuchlin: Social and Religious Controversy in Sixteenth-Century Germany. University of Toronto Press, 2002, ISBN 0-8020-8484-2, S. 6.
46. ↑  Guido Kisch: Erasmus' Stellung zu Juden und Judentum. Mohr/Siebeck, Tübingen 1969, ISBN 3-16-830761-0, S. 9–12.
47. ↑  Michael Ley: Holokaust als Menschenopfer. Lit Verlag, 2002, ISBN 3-8258-6408-1, S. 38.
48. ↑  Martin Luther: Von den Juden und ihren Lügen (1543); in Martin Luthers Werke, Kritische Gesamtausgabe, Band 53; Verlag H. Böhlau, 1920; S. 520–526.
49. ↑  Thomas Kaufmann: Luthers Christus und die anderen Religionen. In: Ulrich Heckel, Jürgen Kampmann et al. (Hrsg.): Luther heute: Ausstrahlungen der Wittenberger Reformation. UTB, Göttingen 2017, ISBN 3-8252-4792-9, S. 371–392, hier S. 383.
50. ↑  Bertold Klappert: Erwählung und Rechtfertigung: Martin Luther und die Juden. In: Bertold Klappert: Miterben der Verheißung. Beiträge zum jüdisch-christlichen Dialog. Neukirchener Verlag, Neukirchen-Vluyn 2000, S. 105–147.
51. ↑  Leonore Siegle-Wenschkewitz: Wurzeln des Antisemitismus in Luthers theologischem Antijudaismus. In: Heinz Kremers (Hrsg.): Die Juden und Martin Luther. Martin Luther und die Juden. Geschichte, Wirkungsgeschichte, Herausforderung. 2. Auflage, Neukirchener Verlag, Neukirchen-Vluyn 1987, ISBN 3-7887-0751-8, S. 351–367.
52. ↑  Peter von der Osten-Sacken: Martin Luther und die Juden: neu untersucht anhand von Anton Margarithas „Der gantz Jüdisch glaub“ (1530/31). Kohlhammer, Stuttgart 2002, ISBN 3-17-017566-1
53. ↑  Johannes Brosseder: Luthers Stellung zu den Juden im Spiegel seiner Interpreten. Interpretation und Rezeption von Luther-Schriften und Äußerungen zum Judentum im 19. und 20. Jahrhundert vor allem im deutschsprachigen Raum. München 1972, ISBN 3-506-70758-2; Siegfried Hermle: „Luther und die Juden“ in der Bekennenden Kirche. In: Harry Oelke et al. (Hrsg.): Martin Luthers „Judenschriften“. Die Rezeption im 19. und 20. Jahrhundert. Vandenhoeck & Ruprecht, Göttingen 2016, ISBN 978-3-647-55789-2, S. 161–190.
54. ↑  Heinz Schilling: Martin Luther. Rebell in einer Zeit des Umbruchs. Beck, München 2012, ISBN 3-406-63742-6, S. 464ff.
55. ↑  Der Titel lautete fortgesetzt: „Auf Veranlassung der erschröcklichen Gottes-Lästerung / welche der Jude Jonas Meyer von Wunstorff / als er vor der Fürstl. Residentz-Stadt Zelle / nebst andern hochberüchtigten Dieben den 21. Martii An. 1699. abgethan / und nach dem Qverbalcken des Gerichts / behueff einer Winde, öffentlich in der Lufft schwebende, hinauffgezogen ward / Zu vieler tausend Zuschauer höchster Bestürtzung, ausgerufen / …“; Hieronymus Friederich Hoffmann, Celle 1699.
56. ↑  Zum Forschungsstand zu den Hep-Hep-Krawallen vgl. Werner Bergmann: Tumulte – Excesse – Pogrome, 2020, S. 137–183, und Stefan Rohrbacher: Gewalt im Biedermeier, 1993, S. 94–156.
57. ↑  Olaf Blaschke: Heimatgeschichte als Harmonielehre? Warum ausgerechnet stets in ‚unserem‘ Ort Toleranz herrschte und niemals Judenhass. Erklärungen eines Widerspruchs. In: Haus der Geschichte Baden-Württemberg (Hrsg.): Nebeneinander – Miteinander – Gegeneinander? Zur Koexistenz von Juden und Katholiken in Süddeutschland im 19. und 20. Jahrhundert. Bleicher, Gerlingen 2002, S. 137–161.
58. ↑  Olaf Blaschke: Die ‚Reichspogromnacht‘ und die Haltung von katholischer Bevölkerung und Kirche. Mentalitätsgeschichte als Schlüssel zu einem neuen Verständnis? In: Haus der Geschichte Baden-Württemberg (Hrsg.): Nebeneinander – Miteinander – Gegeneinander? Zur Koexistenz von Juden und Katholiken in Süddeutschland im 19. und 20. Jahrhundert. Bleicher, Gerlingen 2002, S. 219.
59. ↑  Folker Siegert (Hrsg.): Kirche und Synagoge: Ein lutherisches Votum. Vandenhoeck & Ruprecht, Göttingen 2012, ISBN 3-525-54012-4, S. 298ff.
60. ↑  Rafaela Eulberg: Jesus, der erste Feminist und der Mord an der Göttin? Antijudaismus in christlich-feministischer Theologie und in Ansätzen postchristlicher Feministinnen. In: Fachschaft Religionswissenschaften der Universität Bonn. Archiviert vom Original am 5. Juli 2009; abgerufen am 19. Dezember 2018.
61. ↑  Georg Restle: Katholischer Fundamentalismus: Pfadfinder auf Abwegen. (pdf, 80 kB) In: ARD-Monitor. 22. Juli 2004, S. 1ff, archiviert vom Original am 8. September 2012; abgerufen am 19. Dezember 2018.
Zur gerichtlichen Bestätigung siehe „Răspopiţi“ catolici din Austria păcătuiesc în România. In: Adevărul. 4. Mai 2010, abgerufen am 19. Dezember 2018 (rumänisch).
62. ↑  Bundesamt für Verfassungsschutz „Lagebild Antisemitismus“ (Juli 2020), S. 42.
63. ↑  Zentralrat und Rabbiner kritisieren neuen Wortlaut der katholischen Fürbitten. Pressemitteilung des Zentralrats der Juden in Deutschland, 10. März 2008, archiviert vom Original am 27. Februar 2016; abgerufen am 19. Dezember 2018.
64. ↑  Hubert Wolf: Papst und Teufel: Die Archive des Vatikan und das Dritte Reich. 2., durchgesehene Auflage, C.H. Beck, München 2008, ISBN 3-406-57742-3, S. 49.
Walter Homolka, Erich Zenger (Hrsg.): „… damit sie Jesus Christus erkennen“. Die neue Karfreitagsfürbitte für die Juden. Herder, Freiburg im Breisgau 2008, ISBN 978-3-451-29964-3.
65. ↑  Tilmann Kleinjung: Nein zur Judenmission. In: Deutschlandfunk-Sendung „Tag für Tag“. 11. Dezember 2015, abgerufen am 19. Dezember 2018.
66. ↑  Erklärung „Nein zur Judenmission – Ja zum Dialog zwischen Juden und Christen“: Gesprächskreis „Juden und Christen“ beim Zentralkomitee der Deutschen Katholiken am 9. März 2009. Rheinische Friedrich-Wilhelms-Universität Bonn, 21. Juli 2013, abgerufen am 19. Dezember 2018.
‚Eine Mission der Juden ist nicht vorgesehen und nicht nötig.‘ In: kath.net. 26. November 2018, abgerufen am 19. Dezember 2018.
67. 1 2  Michael Kiefer: Islamisierter Antisemitismus. In: Wolfgang Benz (Hrsg.): Handbuch des Antisemitismus Band 3: Begriffe, Theorien, Ideologien. De Gruyter / Saur, Berlin 2010, S. 133 f.
68. ↑  Hugh Kennedy: Muslim Spain and Portugal: A Political History of al-Andalus. Routledge, 1996, S. 31.
69. ↑  Ivy Corfis: Al-Andalus, Sepharad and Medieval Iberia: Cultural Contact and Diffusion. Brill, Leiden 2009, ISBN 90-04-17919-4, S. 3.
70. ↑  Bernard Lewis: Die Juden in der islamischen Welt. München 2004, S. 34.
71. ↑  Gerhard Czermak: Problemfall Religion: Ein Kompendium der Religions- und Kirchenkritik. Tectum, Marburg 2014, ISBN 978-3-8288-5701-8, S. 643.
72. ↑  Stanford J. Shaw: The Jews of the Ottoman Empire and the Turkish Republic. Palgrave McMillan, 1991, ISBN 978-1-349-12235-6, S. 1–3 und 14.